# Brilon

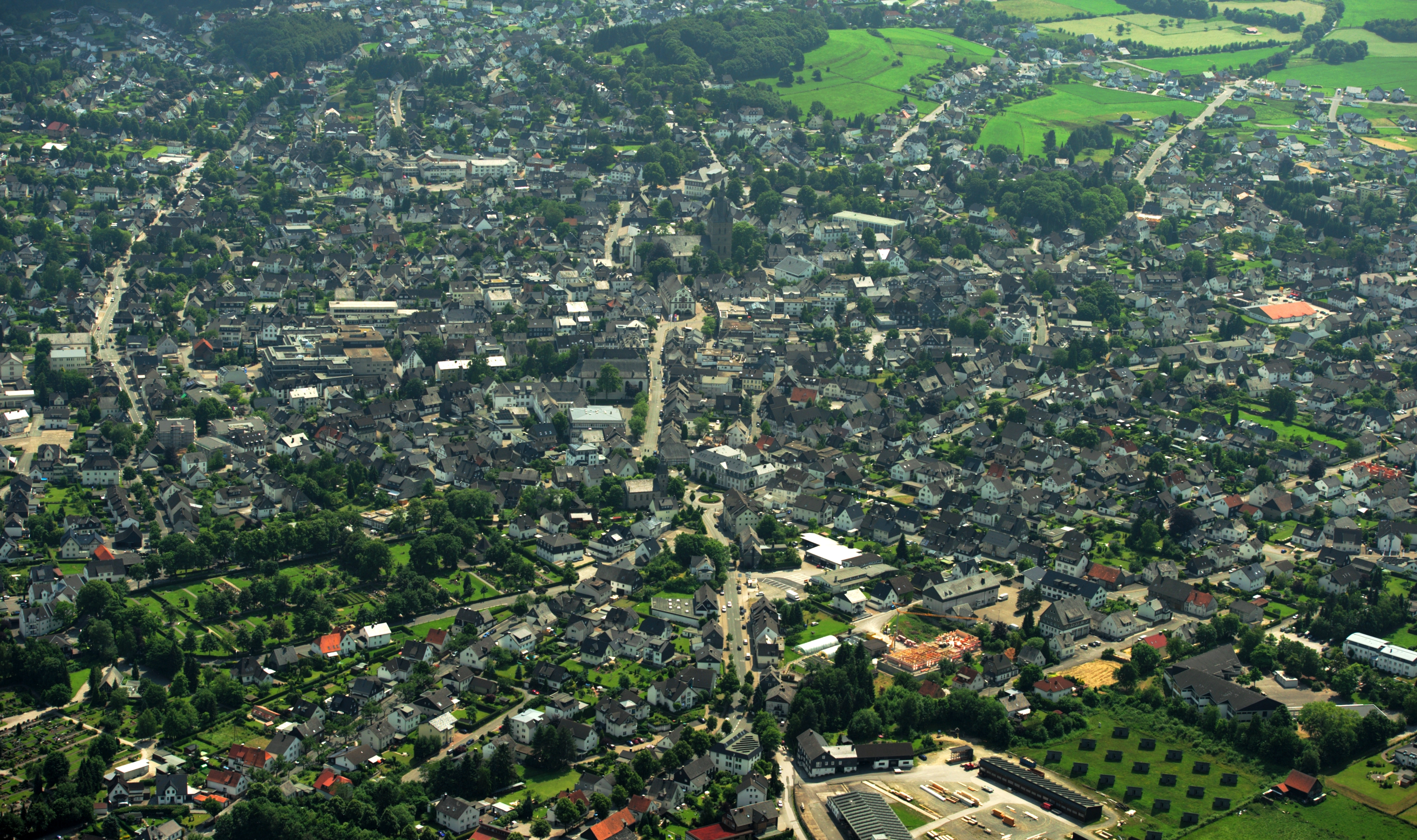
Luftaufnahme der Kernstadt Brilon von Norden (2013)

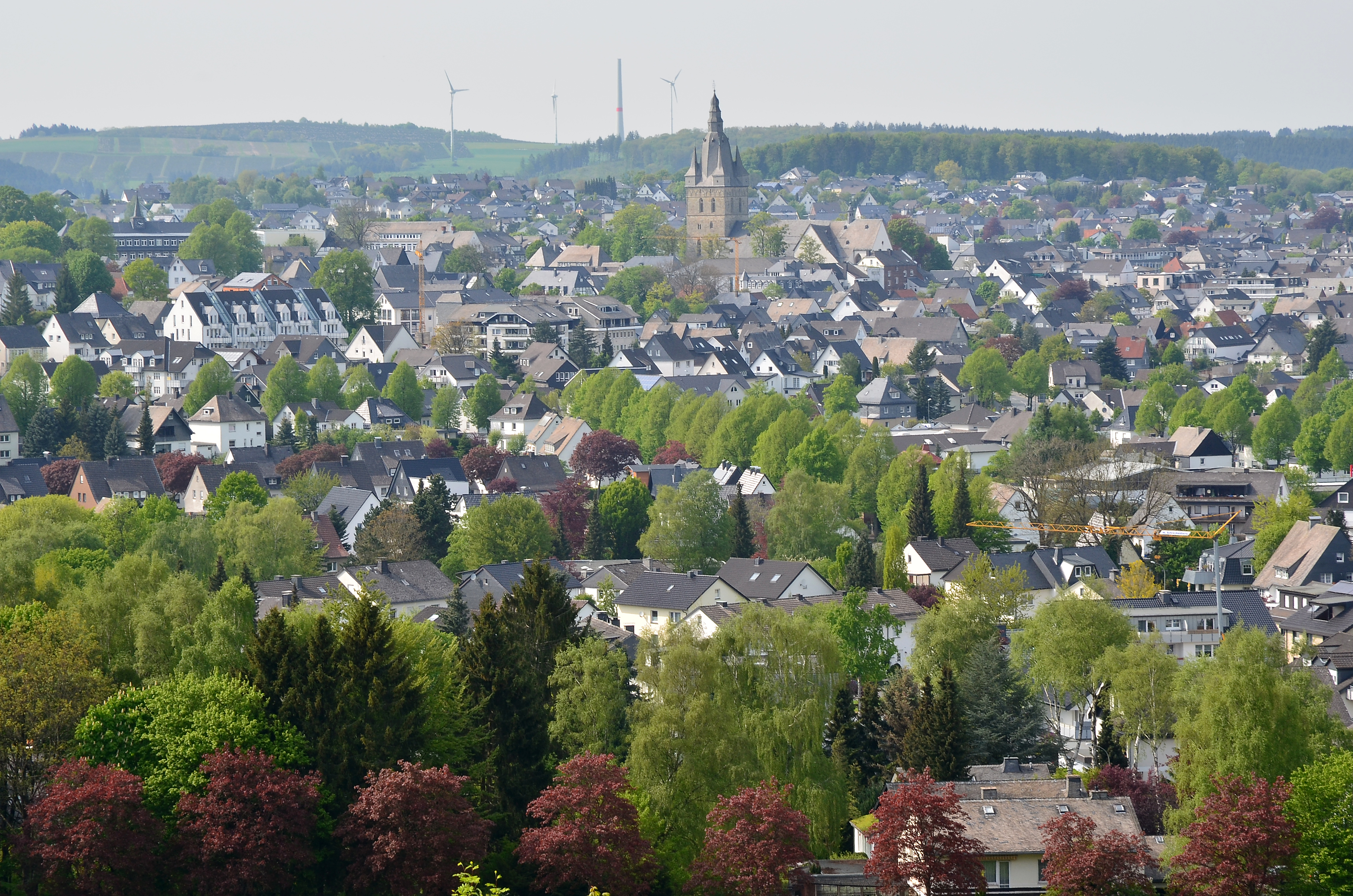
Blick aus südlicher Richtung auf die Stadt

Brilon [ˈbʁiːlɔn] (niederdeutsch Breylen) ist eine Stadt im östlichen Sauerland. Mit 25.424 Einwohnern hat sie die Größe einer Mittelstadt und gehört dem Hochsauerlandkreis im Osten des Landes Nordrhein-Westfalen an. Die Stadt ist staatlich anerkanntes Kneipp-Heilbad. Mit 77,5 km² Stadtwald gehört Brilon zu den Städten mit dem größten kommunalen Waldbesitz in Deutschland.

## Geographie

### Geographische Lage

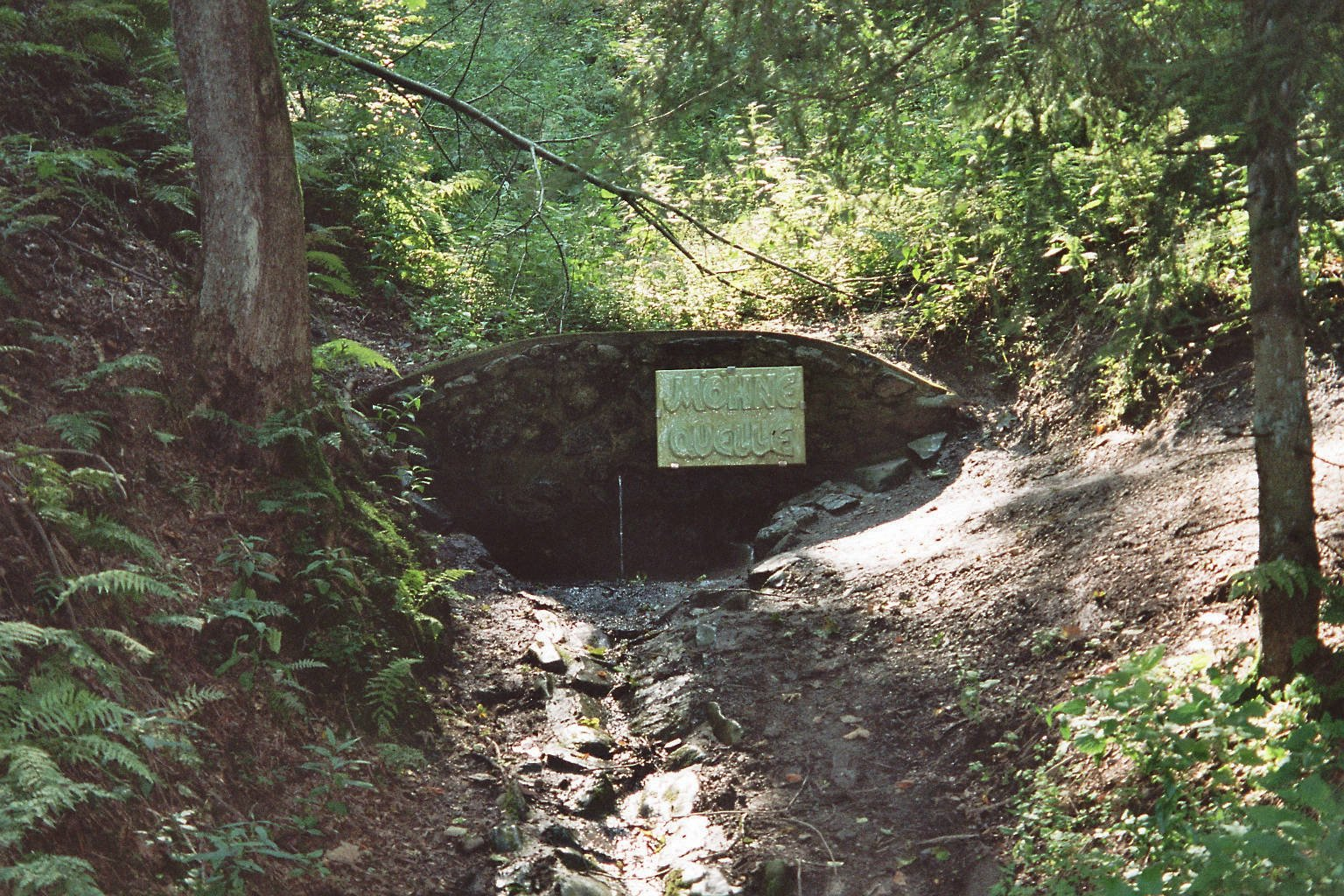
Quelle der Möhne

Brilon liegt im Osten des Sauerlands an der Grenze zu Hessen. Die Kernstadt befindet sich am Südrand der Briloner Hochfläche, einer von Kalkkuppen geprägten, hügeligen Landschaft mit einer Höhenlage von 375 m ü. NN im Möhnetal beim Osterhof bis etwa 550 m ü. NN bei Rösenbeck. Daran schließen sich im Westen die Höhenzüge des Arnsberger Waldes an. Im Südosten geht die Briloner Hochfläche abrupt in das tief eingeschnittene Hoppecketal über. Vom Möhnetal ausgehend in Richtung Altenbüren erstreckt sich das Landschaftsschutzgebiet Wintertal/Escherfeld. Im Norden grenzt das Stadtgebiet an die östlichen Ausläufer des Haarstrangs und geht in das Sintfeld über. Die im Ortsteil Alme entspringende Alme fließt von ihrer Quelle in nördliche Richtung und verlässt nach wenigen Kilometern das Stadtgebiet. Im Almetal befindet sich mit 278 m Höhe die niedrigste Stelle im Stadtgebiet. Südlich der Kernstadt schließen sich die nördlichen Ausläufer des Rothaargebirges an. Dort befinden sich die Berge Dreiskopf (781 m), Hoher Eimberg (max. 806,1 m), auf dem mit 805,5 m die höchste Stelle des Briloner Stadtgebiets liegt, und Hoppernkopf (805 m), der an der Grenze zum hessischen Willingen liegt, und Großer Kluskopf (760,4 m). Rund um den südlich der Kernstadt gelegenen, 605 m hohen Poppenberg entspringen einige Bäche, die als Quellflüsse der Möhne angesehen werden können. Die Möhnequelle wird heute oberhalb des Briloner Kurparks am Osthang des Poppenberges angegeben. Der eigentliche Ursprung der Möhne ist jedoch der Zusammenfluss dieses Flusslaufes mit der Aa im Norden der Kernstadt. Ein weiterer Fluss ist die Hoppecke, die von Willingen kommend nach Norden fließt. Nördlich von Brilon-Wald wendet sie ihren Lauf nach Ostnordosten, durchfließt die Ortsteile Hoppecke und Messinghausen und verlässt nach 18,6 km das Briloner Stadtgebiet, womit sie der längste Flusslauf von Brilon ist. Die Höhenzüge links beziehungsweise nordwestlich der Hoppecke bilden hier einen Abschnitt der Rhein-Weser-Wasserscheide, die auch durch den Ortsteil Petersborn verläuft. Große Bereiche des nördlichen Stadtgebiets und verschiedene Gebiete im Süden der Stadt gehören seit 2023 zum Vogelschutzgebiet Diemel- und Hoppecketal mit angrenzenden Wäldern.

### Ausdehnung des Stadtgebiets
Das Stadtgebiet Brilon erstreckt sich in Nord-Süd-Richtung vom Zufluss des Harlebachs in die Alme, etwa drei Kilometer nördlich vom Ortsteil Alme über etwa 22 km bis zum Richtplatz am Hoppernkopf westlich von Willingen. Der westlichste Punkt liegt beim Ortsteil Esshoff, der östlichste am Zufluss der Großen Aa in den Aabach nordöstlich des Ortsteils Madfeld. Die Entfernung zwischen beiden Punkten beträgt etwa 21 km.
Das Stadtgebiet umfasst eine Fläche von 229,2 km². Größten Anteil an dieser Fläche hat der Wald mit 111,6 km² (49 %), wovon 77,5 km² im Besitz der Stadt sind, gefolgt von den landwirtschaftlich genutzten Flächen mit 87,7 km² (38 %). Gebäude- und Freiflächen nehmen 11,6 km², Verkehrsflächen 12,0 km² (jeweils 5 %) ein. Als Betriebsfläche sind 3,6 km² ausgewiesen, davon sind 2,5 km² Abbauland.

### Nachbargemeinden
Brilon grenzt im Norden an die zum Kreis Paderborn gehörenden Städte Büren und Bad Wünnenberg. Im Osten von Brilon liegt Marsberg, im Südosten die zum hessischen Landkreis Waldeck-Frankenberg gehörenden Gemeinden Diemelsee und Willingen. Die westliche Stadtgrenze teilt sich Brilon mit Olsberg und im Nordwesten liegt die zum Kreis Soest gehörende Stadt Rüthen. Olsberg und Marsberg gehören wie Brilon zum Hochsauerlandkreis.

### Stadtgliederung
Die Stadt Brilon besteht seit der kommunalen Neugliederung aus 17 Ortsteilen. Aus den 14 ehemals selbständigen Gemeinden und den schon vorher zu Brilon gehörenden Orten Gudenhagen-Petersborn und Brilon-Wald wurden 16 Ortschaften gemäß der Gemeindeordnung für das Land Nordrhein-Westfalen gebildet. Diese wählen je einen Ortsvorsteher. Die Ortschaften bilden klar voneinander abgegrenzte Ortslagen mit meist dörflichem Charakter. Die folgende Tabelle zeigt die Stadtgliederung:
| Kernstadt/ Ortsteil   | Fläche in km² | Bevölkerung zum 31. Dez. 2021 |
| --------------------- | ------------- | ----------------------------- |
| Alme                  | 035,58        | 01.709                        |
| Altenbüren            | 013,84        | 01.384                        |
| Bontkirchen           | 005,58        | 00.471                        |
| Brilon (Kernstadt)    | –             | 14.626                        |
| Brilon-Wald           | –             | 00.452                        |
| Esshoff               | 000,66        | 00.077                        |
| Gudenhagen-Petersborn | –             | 01.273                        |
| Hoppecke              | 007,18        | 01.156                        |
| Madfeld               | 014,68        | 01.273                        |
| Messinghausen         | 009,41        | 00.749                        |
| Nehden                | 004,37        | 00.447                        |
| Radlinghausen         | 002,88        | 00.139                        |
| Rixen                 | 002,52        | 00.110                        |
| Rösenbeck             | 010,46        | 00.777                        |
| Scharfenberg          | 013,48        | 01.362                        |
| Thülen                | 008,45        | 00.965                        |
| Wülfte                | 002,59        | 00.402                        |
| Gesamtstadt           | 228,98        | 26.099                        |

Der historische Ortskern von Brilon, der flächenmäßig nur einen kleinen Teil der Kernstadt einnimmt, wird in folgende Stadtviertel, hier Quartale genannt, gegliedert: Derkeres Quartal, Kreuziger Quartal, Niederes Quartal und Oberes Quartal.
Die frühere Gemeinde Alme wurde 1928 aus den Gemeinden Niederalme, Oberalme und dem Gutsbezirk Alme gebildet.
Als separate Siedlungen lassen sich außerdem noch Almerfeld zwischen Radlinghausen, Nehden und Alme, Pulvermühle bei Gudenhagen-Petersborn, die Egge bei Madfeld und Waldbruch bei Scharfenberg abgrenzen.
Überwiegend im Mittelalter sind etliche Siedlungen auf dem Stadtgebiet zur Wüstung geworden.

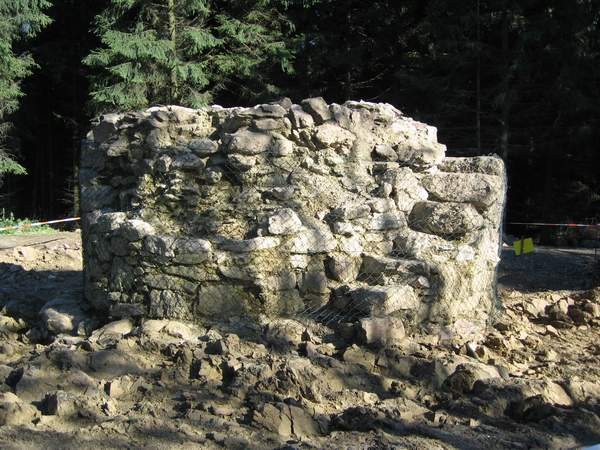
Warte auf dem Bilstein (2006 zerstört)

## Geschichte

### Frühgeschichte

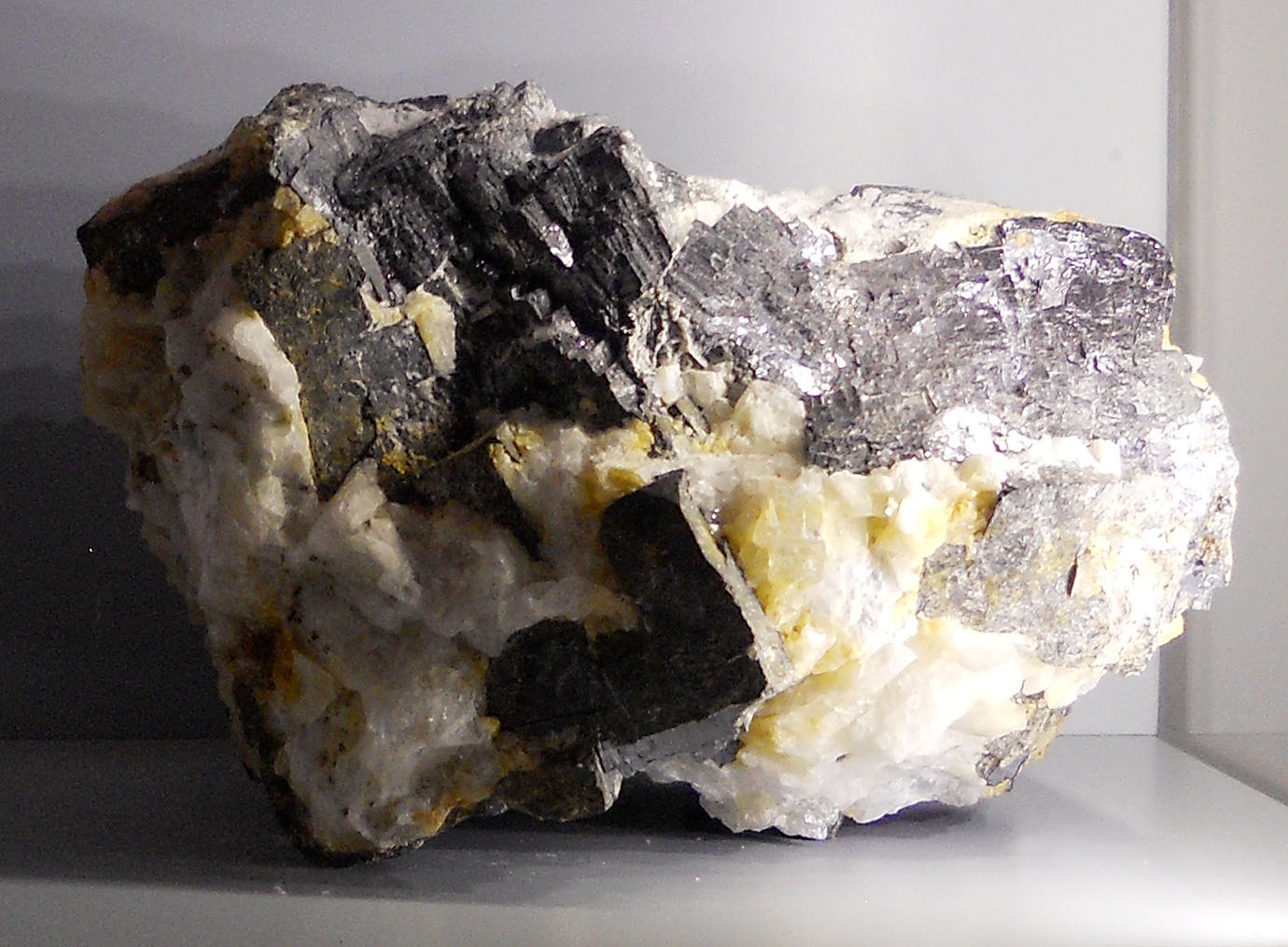
Bleierz, wie es in Brilon gefördert wurde

Die Briloner Hochfläche war schon sehr früh besiedelt. Zahlreiche Fundstellen des Meso- und Neolithikums sind bekannt. Der Bronzezeit sind mehrere Grabhügel in der Umgebung Brilons zuzuordnen. Eisenzeitliche Funde wurden bei Thülen (1939, gedrehter bronzener Halsring), am Kassbach nahe dem Derkerstein (Tonscherben, verziegelter Lehm, Spinnwirtel, Feuerstellen), in einer Höhle bei Rösenbeck (Tonscherben) gemacht. Nur die Funde vom Derkerstein weisen auf feste Bauten einer eisenzeitlichen Siedlung hin und damit auf die erste ständige Siedlung auf der Briloner Hochfläche. Vergleichbare Spuren einer Siedlung der römischen Kaiserzeit fanden sich an der Fülsenbecke. Ende des 1. Jahrhunderts n. Chr. wurde im Briloner Raum unter anderem Blei, Galmei, Eisen und Kalkspat abgebaut. Belegt wird das vor allem durch Funde von kleinen Bleibarren zum Beispiel bei Altenbüren. Ein Betrieb der Bergwerke durch römische Unternehmer ist nicht zu belegen. Angenommen wurde dies aufgrund eines Fundes im Rhonedelta, bei dem auf einem Schiffswrack Bleibarren mit dem Herstelleraufdruck „plumb.germ.“, also „plumbum germanicum“ (das heißt Blei aus Germanien), geborgen wurden. Aus der Isotopenzusammensetzung konnte es jedoch nicht eindeutig zugeordnet werden; das Herkunftsgebiet Brilon und Umgebung ist neben der Eifel lediglich eine Möglichkeit.

### Mittelalter

#### Entstehung der Stadt
Die erste urkundliche Erwähnung stammt von Kaiser Otto II. 973 bestätigte er dem Erzstift Magdeburg alle von seinem Vater verliehenen westfälischen Besitzungen, darunter die „Villa Brilon“. Bei dieser Erwähnung handelt es sich freilich um eine wesentlich ältere Siedlung, wahrscheinlich das heutige Altenbrilon. Später gelangte durch Tausch der Briloner Besitz an die Paderborner Kirche, die damit ihre Vögte belieh. Weitere urkundlich belegte Ortsnennungen sind Brilo, Brylon, Brule, Briloin, Brielon und Briglon.

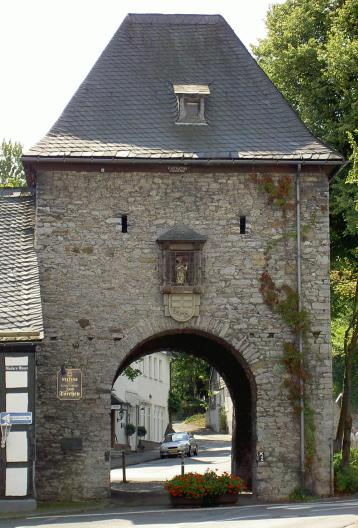
Derker Tor, Teil der alten Stadtbefestigung

Um 1220 erwarb der Kölner Erzbischof Engelbert die Briloner Gemarkung von den Brüdern Hermann und Gernand von Brilon. Erzbischof Engelbert legte eine befestigte Stadt mit einer Ringmauer an und verlieh ihr die Stadtrechte. Die ursprüngliche Stadtgröße lag bei etwa 32 Hektar. In blutigen Auseinandersetzungen zwischen Engelbert und der Paderborner Kirche wurde um die Besitzrechte an Brilon gestritten. Diese endeten mit der Gefangennahme des Paderborner Bischofs Simon I. während der Schlacht auf dem Wülferichskamp im Jahre 1254 und dessen Verzicht auf seine Briloner Ansprüche (1256). Diese Auseinandersetzung wurde vermutlich hauptsächlich aus wirtschaftlichem Interesse geführt; es ging um die Bodenschätze Blei, Eisen, Silber und Galmei, die im Briloner Raum abgebaut und verhüttet wurden.
Der kurkölnische Marschall Johann I. von Plettenberg verzeichnet um 1307 in seiner großen Bestandsaufnahme:
- 1. Brilon gehört dem Erzbischof, dort gehört ihm das Gericht, das früher 4, jetzt aber 10 Mark einbringt.
- 2. besitzt der Erzbischof dort die Gografschaft über 10 – ungenannte – Pfarreien, die jährlich 16 Malter Hafer, nach Kölner Maß 70 Malter einträgt, ferner jährlich 5 Mark aus Brüchten o. ä. und jedes Haus in der Gografschaft zinst ein Huhn, das erhält der Marschall.
- 3. besitzt der Erzbischof dort den Holzzehnten, der jährlich 20 Malter Korn, nach Kölner Maß um 100 Malter einbringt. Diesen Zehnten hat der Rüthener Bürger Gotfridus de Olde inne, der angibt, er gehöre ihm 7 Jahre für gewisse Auslagen.
- 4. besitzt der Erzbischof den Zehnten in Lederike, der jährlich 60 oder mehr Malter Korn einträgt, nach Kölner Maß 300 Malter; er ist Wickerus verpfändet für 100 Mark Soester Pfennige.
- 5. empfängt der Erzbischof aus der Briloner Bede jährlich 100 Mark.[12]

Die hier genannten Rechte bildeten die Keimzelle des späteren Amtes Brilon.

#### Entwicklung der Stadt
Die Stadt erhielt 1252 das Privileg der Unabhängigkeit vom Freigericht, auch Feme genannt. Nach einer Erneuerung im Jahr 1272 wurde das Recht 1302 unter der Bezeichnung „Privilegium de non evocando“ von Erzbischof Wigbold wegen der Unsicherheit der Wege durch Kriege noch einmal erneuert. Brilon unterhielt von 1256 bis 1304 eine eigene Münze. Die Briloner Kaufleute erhielten 1289 ein eigenes Statut. Erzbischof Siegfried von Köln sagte den Briloner Bürgern 1294 im Gegenzug für geleistete Hilfe an seiner Burg Altenfels (castri nostri Aldenuels) zu, ihnen von dort niemals Schaden zuzufügen oder entstandenen Schaden innerhalb von acht Tagen zu ersetzen.
Erstmals wurde 1297 ein Arzt in Brilon in einer lateinischen Urkunde erwähnt. Bürgermeister und Rat bekundeten am 19. Februar, der Mitbürger Johannes, genannt Jude, Arzt in Brilon, Sohn des Arztes Johannes in Soest (… Johannes dictus Judaeus medicus noster coopidanus filius quondam Johannis medici de Susato …), verzichtet auf gewisse Grundstücke und überlässt sie dem Kloster Welver als Eigentum. Der Briloner Bürger Gottfried von Vernekenbroke d. Ä. stiftete am 24. Oktober 1313 ein Hospital in der Dercker Straße zwischen dem Haus des Hans Hudekoills und der Scheune des Henrick Semmede. Außerdem stiftete er verschiedene auch zehntfreie Grundstücke. Die Verwaltung oblag dem Briloner Pleban Christian Füllingh und dessen Nachfolgern im Amt. Notariell beurkundet wurde die Stiftung von Johannes Eusebius Evensby de Brilon, einem Kleriker der Kölner Diözese. Erzbischof Heinrich von Köln wies 1323 den Briloner Pleban an, zur Vermeidung von Seuchen künftig den Friedhof der Kapelle von St. Nikolai zu nutzen. Das Interdikt für Kapelle und Friedhof löste er auf. Das Hospital des Heiligen Geistes war eine wohltätige Einrichtung in der Stadt. Es wurde 1384 am Ort des heutigen Hauses Hövener gegründet. Die Jakobusbruderschaft gründete sich 1431 in Brilon; sie betreute das Hospital des Heiligen Geistes am Markt.
Um erfolgreich Fern- und Großhandel betreiben zu können, war eine Mitgliedschaft in der Hanse notwendig. Das genaue Beitrittsdatum Brilons ist nicht belegbar. In einer Urkunde von 1255 wird Handel gemeinsam mit Soest erwähnt. Soest als Mitglied des Westfälischen Drittels war hansische Vierstadt, Brilon unterstand dieser als Beistadt. Brilon spielte in der Hanse keine gewichtige Rolle, die Mitgliedschaft endete 1669. In der Folge entwickelte Brilon sich unter der kurkölnischen Herrschaft zu einer blühenden Stadt mit etwa 3000 Einwohnern und regem gewerblichen und bergmännischen Leben sowie weitreichenden Handelsbeziehungen. 1350 zählte die Stadt 500 bis 600 Häuser. Zu dieser Zeit nahm Brilon wie Soest und Werl eine dominierende Rolle unter den Städten des Herzogtums Westfalen ein. Nach dem Ausscheiden Soests 1444 wurde Brilon zur ersten der vier Hauptstädte des Herzogtums Westfalen erhoben. Brilon stellte auf den Landtagen das Direktorium der Städtekurie; der Briloner Stadtschreiber war dessen Protokollant. Die Verwahrung der Protokolle oblag dem Stadtarchiv. Die Sitzungsprotokolle wurden in einem Tresor im Turm der Pfarrkirche aufbewahrt. Etliche Gewerkenfamilien hatten großen Einfluss im Bergbau, in der Verhüttungsindustrie und in den zahlreichen Hammerwerken im Sauerland.
Die Stadt erstellte 1362 eine eigene Kriegsordnung, in der auch die Abwehrordnung auf der Stadtbefestigung festgelegt wurde. Die Waffenordnung schrieb vor, dass auf Glockenschlag alle Bürger sich zu bewaffnen und vor ihrer Pforte unter die Banner zu treten hatten. Dort hatten sie auf den Bürgermeister und den Rat zu warten. Auf eigene Faust sollte vorher niemand handeln. Wer im Handeln für die Stadt Schaden nahm, für den hatte diese aufzukommen. Widerspruch gegen den Rat wird mit Geld bestraft; wer, ehe der Kampf verloren ist, flieht, ist mit Leib und Gut der Stadt verfallen. Ebenso wird der, welcher, obwohl er konnte, auf den Alarm nicht erschien, mit Geld bestraft. Das Urteil fällten in solchen Fällen Bürgermeister und Rat. Der erste Briloner Schnadezug brach 1388 zur Grenze zwischen Keffliker und Willinger Mark auf. Im Jahr 1417 wurden die Briloner Schützenstatuten, die ältesten in Westfalen, erstellt. Die Schneider erhielten 1423, die Schuhmacher und Löher 1428 ein eigenes Statut. Von Erzbischof Dietrich kamen 1435 Bestimmungen über die Einziehung wüst gegangener Hofstätten, sofern diese nicht innerhalb von zwei Jahren wieder bebaut wurden. Dieser Erlass wurde 1450, 1509 und 1515 neu gefasst und verschärft.
Erzbischof Dietrich erteilte 1448 der Stadt für geleistete treue Dienste das Akziseprivileg. Erzbischof Hermann von Köln bestätigte 1480 die städtischen Privilegien.
Etliche ehemalige Dörfer und auch Einzelhöfe fielen im Laufe der Zeit wüst, dieser Vorgang setzte um 1300 ein. Siehe Hauptartikel Liste von Wüstungen bei Brilon.

### Frühe Neuzeit

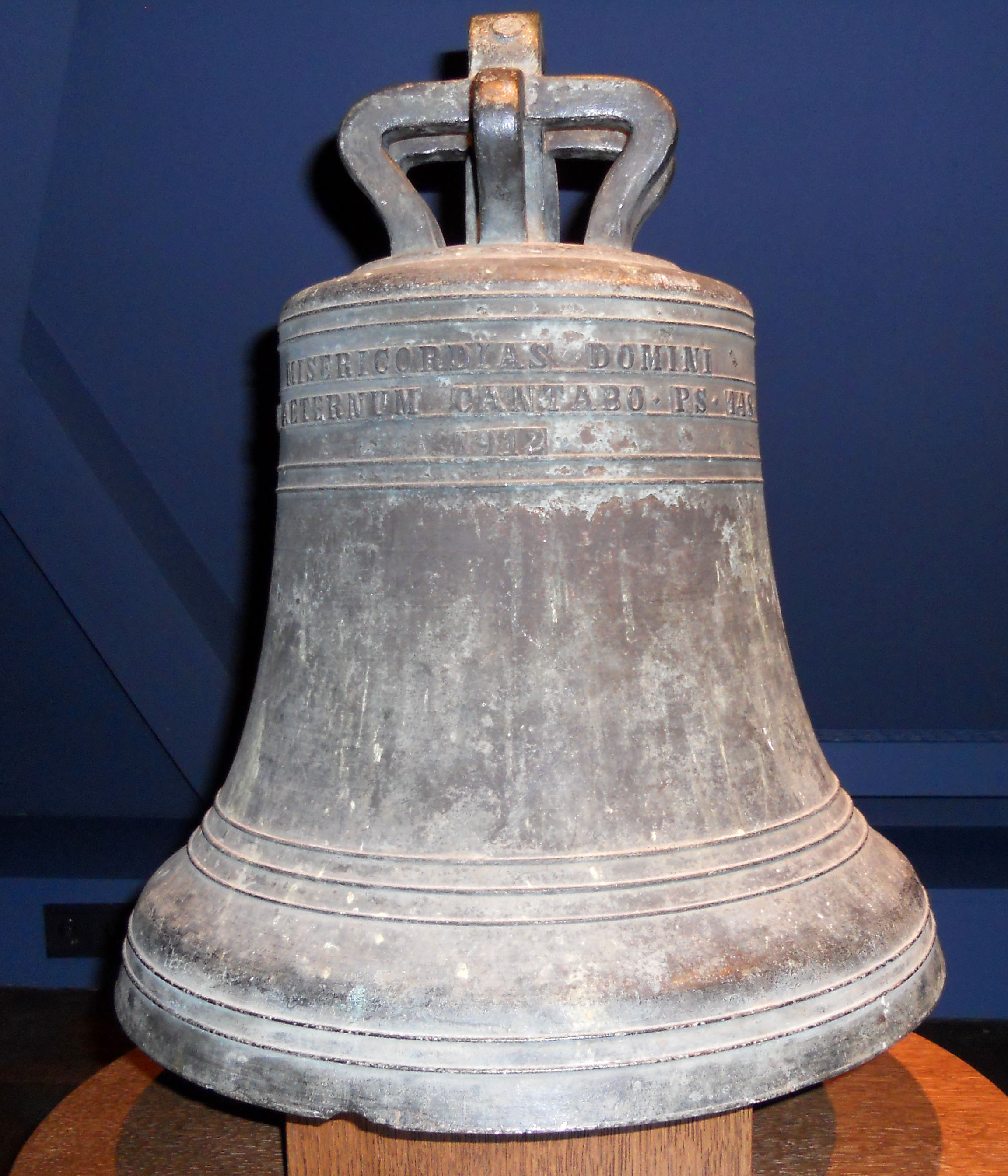
Beispiel für Briloner Glockenguss

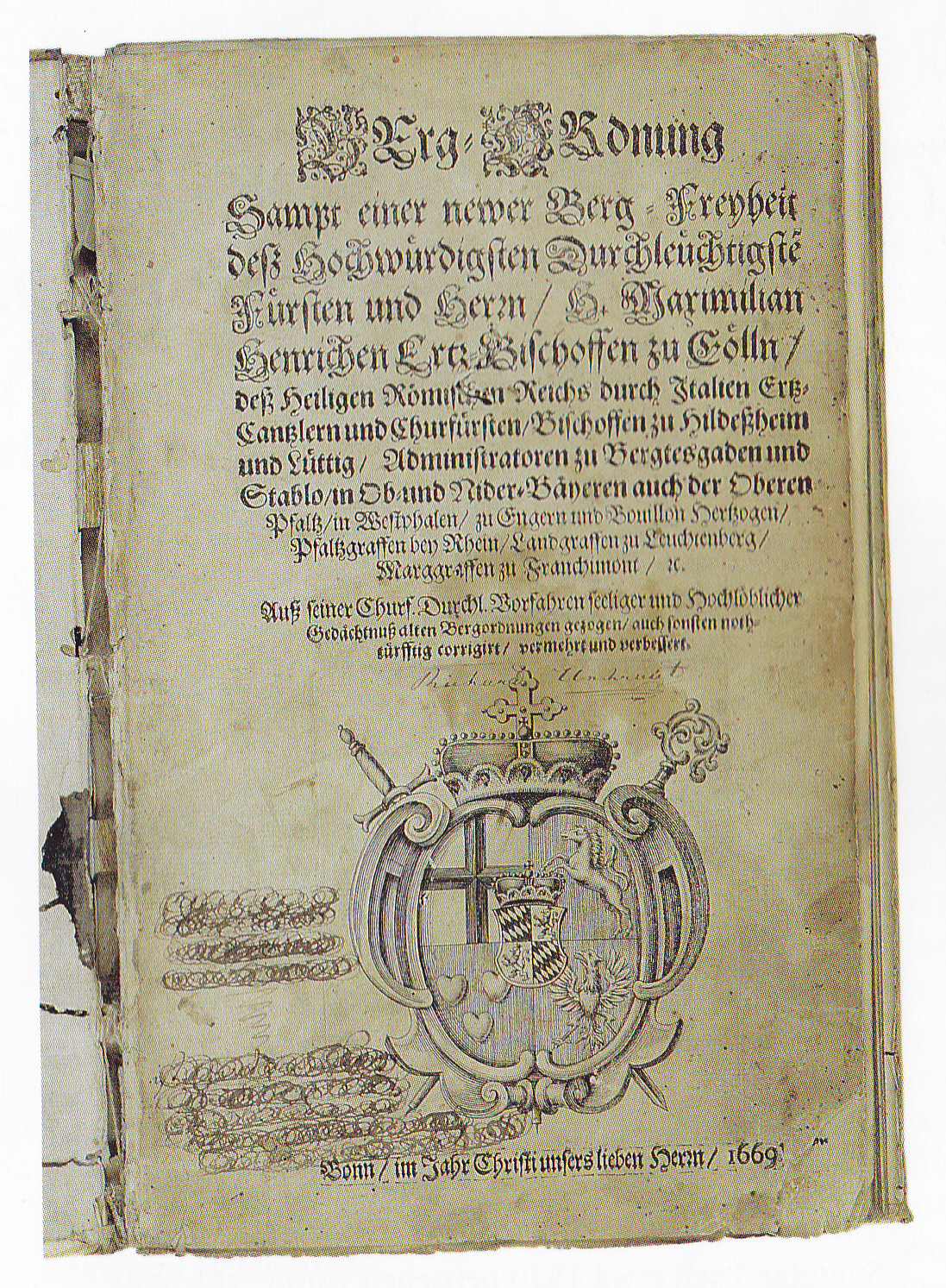
Kurkölnische Bergbauordnung von 1669

Die Glockengießerei Humpert goss 1506 die Briloner Bürgerglocke. In der Zeit von 11. November bis zum 30. April wird auch heute noch abends von 20:55 Uhr bis 21:00 Uhr die Bürgerglocke geläutet. Mit diesem „Schneeläuten“ genannten Brauch sollte Verirrten der Weg nach Brilon gewiesen werden. Die Stadt erstand 1524 Gericht und Dorf Altenbüren. 1561 wurde der Turmhelm der Pfarrkirche durch einen Blitzschlag zerstört. Der Dreißigjährige Krieg hatte auch für Brilon nachwirkende Folgen. Die Stadt wurde 1632 von den Hessen eingenommen. Ein Apotheker, Theodor Christiani, wurde erstmals 1662 im Kämmereibuch erwähnt. Christiani war auch Doktor der Medizin. Sein Nachfolger Melchior Niedhardt Gronau betrieb eine Apotheke im Derker Quartal. Gronau handelte auch mit Öl, Essig, Stockfischen, Tran, Teer, Seife, Heringen und anderem. Er braute Bier und verkaufte Branntwein. Im Jahr 1655 wurde nach dreijährigen Verhandlungen zwischen dem Magistrat der Stadt und den in Brilon ansässigen Minoriten das Gymnasium Petrinum als Klosterschule gegründet. Es gehört damit zu den ältesten Gymnasien Westfalens. Genehmigt wurden Kloster und Schule von Maximilian Heinrich, dem Erzbischof von Köln. Am 15. Januar 1655 bestätigten die Städte Rüthen, Geseke und Soest der Stadt Brilon den Primat unter den Städten des Herzogtums Westfalen. Brilon bekam 1657 das kurfürstliche Privileg, ausschließlich alle Höcker- und Krämerwaren für das gesamte Amt Brilon zu verlegen.
Im 15. Jahrhundert führten Streitigkeiten und kriegerische Handlungen zu einem wirtschaftlichen Niedergang der Stadt. Die Kriege des 17. und 18. Jahrhunderts brachten unsagbares Elend über die zuvor in hoher Blüte stehende Stadt. Eine gewisse Bedeutung hatten die Stadt und die Umgebung noch seit der zweiten Hälfte des 18. Jahrhunderts als Bergbaustandort. Die Bergverwaltung für das Herzogtum Westfalen hatte in Brilon ihren Sitz. Während aus der Zeit vor 1700 keine Stadtbrände bekannt sind, wurde die Stadt im 18. und 19. Jahrhundert mehrfach von Brandkatastrophen heimgesucht. Die Brände von 1707, 1721, 1742, 1746, 1758 und 1791 zerstörten mehr als 500 Gebäude. Brilon wurde 1727, urkundlich belegt, von der Ruhr heimgesucht. Auch davor und danach trat die Seuche immer wieder auf; die unzureichenden hygienischen Verhältnisse trugen dazu bei. Die schlimmste Verlaufsform war die rothe Ruhr, die wegen der blutigen Durchfälle so genannt wurde. Die Sterblichkeitsrate war hoch. Am 19. August 1742 vernichtete ein großer Stadtbrand 159 Wohnhäuser, 12 Scheunen und zahlreiche Ställe und Nebengebäude. Das Feuer war am nördlichen Stadtrand ausgebrochen und durch einen Nordwestwind quer durch die Stadt verbreitet worden. Der Brand forderte zwei Todesopfer. Ferner waren 47 durch Brand geschädigte Familien oder Einzelpersonen im Oberen Quartal, 44 im Kreuziger Quartal und 118 im Niederen Quartal zu verzeichnen.

#### Esel in Brilon

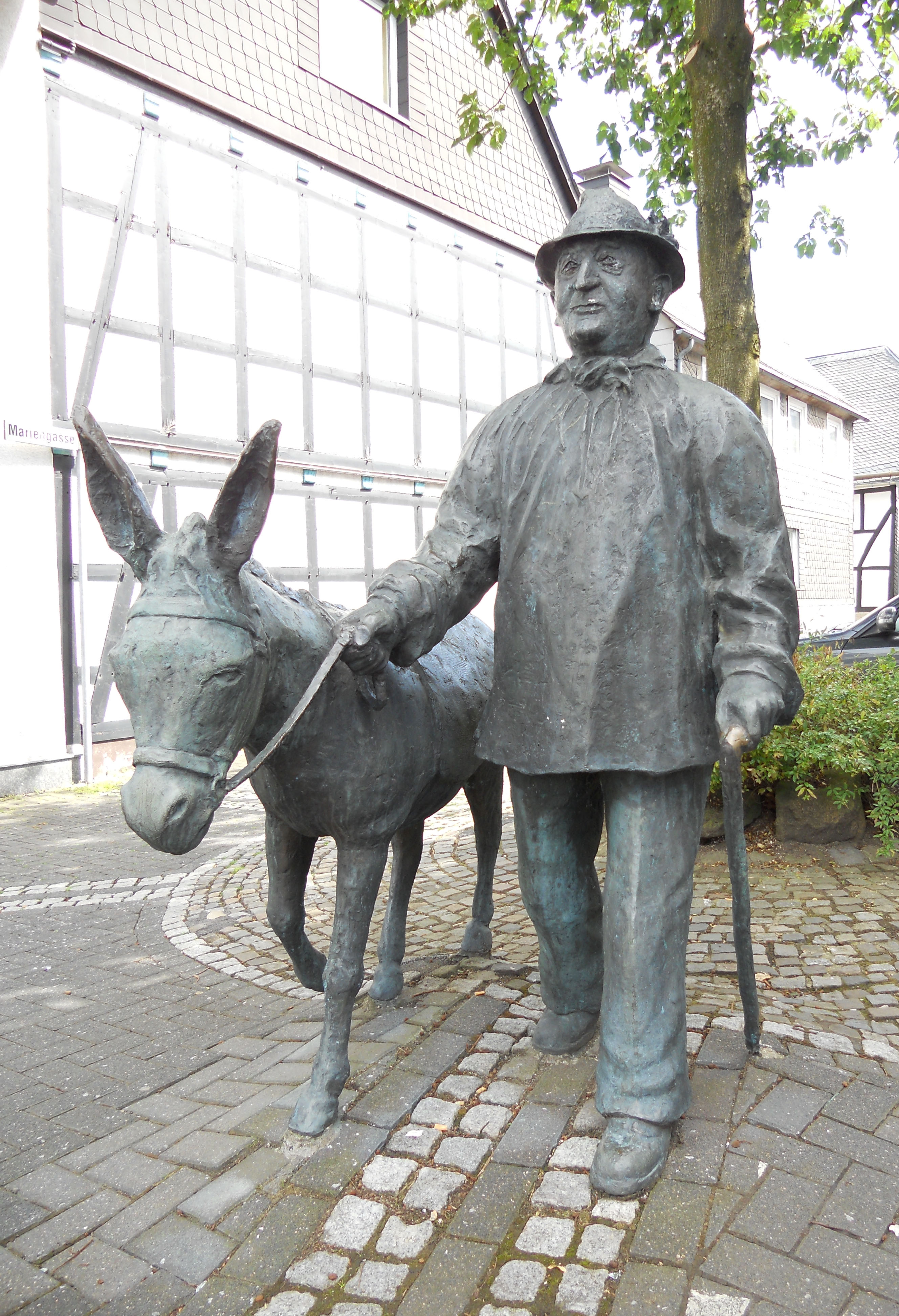
Der letzte Postillion Theodor Isenberg mit dem Esel Huberta, dem inoffiziellen Wappentier Brilons

Im 18. und 19. Jahrhundert wurden in Brilon ungewöhnlich viele Esel gehalten. Von den Bewohnern benachbarter Orte wurden die Briloner deshalb auch mit dem Necknamen Esel verspottet. Die Esel wurden wie Pferde zum Ziehen von Wagen und Schlitten eingesetzt, oder es wurden Brennholz und andere Lasten auf ihrem Rücken befördert. Mangelhafte Wege in der Umgebung waren für den Transport mit Pferden nicht geeignet. 1760, zur Zeit des Siebenjährigen Krieges, wurden 110 Esel gezählt, 1777 waren es 181, und 1837 waren es 223 Tiere. Nach 1850 ging die Eselhaltung infolge einer Verbesserung der Wegeverhältnisse deutlich zurück.

### Neuzeit
Die Nikolaikirche wurde 1782 fertiggestellt. Einige Teile der Stadtbefestigung wurden 1792 abgebrochen und die Steine anderweitig verbaut. Ein Leutnant von Knesebeck berichtete 1797 in seiner Geografie des Herzogtums Westfalen über die Stadt Brilon: „Ihre Häuser sind schlecht gebaut, die meisten Dächer derselben sind mit Stroh gedeckt; wenige ausgenommen, die erst vor einigen Jahren abgebrannt und neu erbauet sind. Noch hat die Stadt eine Mauer, die aber schon an mehreren Orten zerfällt.“ Weiter heißt es: „Auf den Straßen der Stadt liegt durchgängig der Mist umher, sodass man kaum durchwaten kann, verursacht eine ungesunde Luft und üblen Geruch. Das einzige Vergnügen, das der Bürger zu kennen scheint, sind Büchsenschüsse am Sonntagnachmittag auf eine Scheibe.“

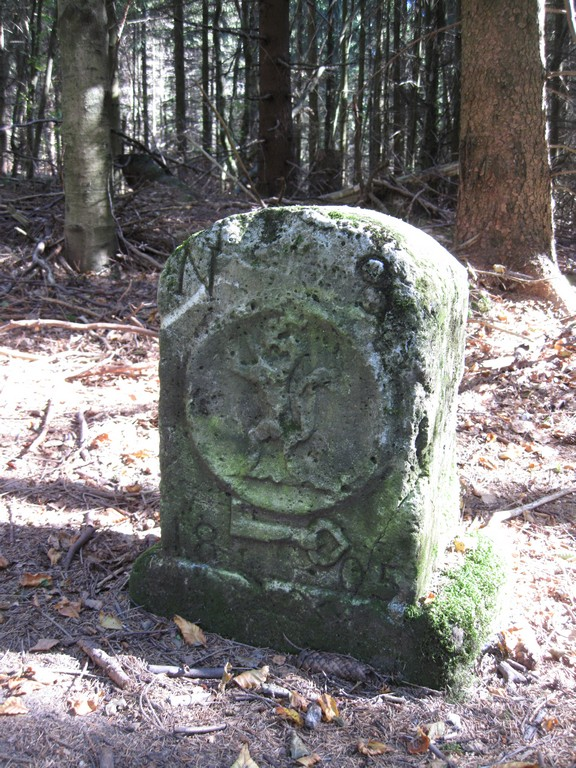
Briloner Schnadestein mit dem Löwen von Hessen-Darmstadt von 1805

Während der Zeit Napoleons kam Brilon 1802 an Hessen-Darmstadt. 1803 wurde das Minoritenkloster aufgelöst. Das Inventar der Kirche und des Klosters wurde versteigert; die Gebäude wurden zur Kaserne umfunktioniert. Der Magistrat wurde 1804 von der hessischen Regierungsbehörde in Arnsberg aufgefordert, einen Begräbnisplatz außerhalb der Mauern anzulegen und den an der Kirche aufzugeben. Zu der Zeit hatte die Stadt noch an keiner Stelle den mittelalterlichen Befestigungsring überschritten. Nach mehreren Eingaben und Einwendungen seitens der Stadt wurde Anfang 1807 auf einem Stück der Kreuziger Waldemei, nördlich der Stadt, ein Totenhof eingerichtet. Dieser Totenhof ist heute der alte Teil des Friedhofs. Das Herzogtum Westfalen wurde 1807 in 18 Ämter und 282 Schultheißenbezirke aufgeteilt.
Nach dem Wiener Kongress 1816 gelangte Brilon als Teil der Provinz Westfalen an Preußen, das dieses 1818 zur Kreisstadt des Kreises Brilon ernannte. Damit erhielt Brilon als Sitz von Behörden und Schulen erneut Bedeutung. Der Ausbau der Verkehrsverbindungen und städtische Maßnahmen führten zu einer starken Entwicklung von Handwerk und Gewerbe. Der westfälische Oberpräsident Ludwig von Vincke berichtete 1817 an den Staatskanzler Karl August von Hardenberg über die Briloner: „Sie sind ein kernhafter, kräftiger Menschenschlag, sehr betriebsam, tätig und gewitzigt, wie die Gebirgsbewohner gewöhnlich, überaus genügsam und haushälterisch, wenn auch kein vorzüglicher Grad von Wohlhabenheit unter ihnen wahrgenommen wird.“ Die Bürgermeisterei Brilon wurde 1826 gegründet. Die Stadt schied 1837 aus dem bestehenden Bürgermeisterverband aus. Von da an wurde sie nach der Städteordnung von 1831 verwaltet. Weitere größere Brände sind in den Jahren 1808, 1849, 1852, 1853, 1856, 1877 und 1886 verzeichnet, bei denen jeweils eine größere Zahl an Gebäuden ein Raub der Flammen wurde. In Brilon existierte ab 1762 eine Glockengießerei Heinrich Humpert (ab 1918 Glockengießerei Albert Junker), welche von 1929 bis 1933 die erste Glockengießerschule weltweit betrieb.

### 20. und 21. Jahrhundert

#### Erster Weltkrieg und die Zeit danach

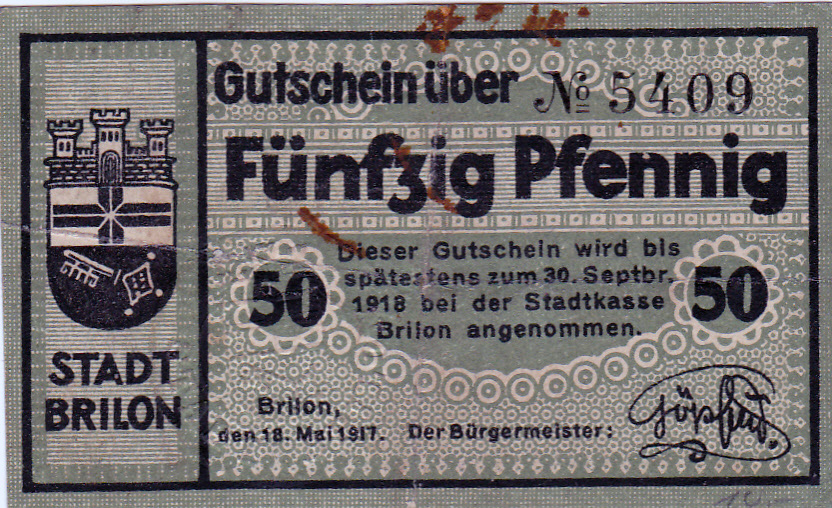
Briloner Notgeld von 1918, Nennwert 50 Pfenning

Am Anfang des 20. Jahrhunderts Zeit hatte die Stadt rund 5.000 Einwohner. Trotz der wirtschaftlichen Belebung waren erhebliche Abwanderungsverluste zu verzeichnen. Im Ersten Weltkrieg fielen 195 männliche Bürger. In der Zeit danach prägten wirtschaftliche Schwierigkeiten das Leben der Bevölkerung. In der folgenden Inflation 1923 gab die Sparkasse Brilon Notgeldscheine heraus; es wurden verschiedene Scheine im Wert von 50 Millionen bis zu 10 Billionen Reichsmark von der Druckerei Albrecht in Brilon gedruckt.
1921 wurde im Bremecketal eine Grubenlampenfabrik gegründet, die 1925 ihr Fabrikationsprogramm um Kleintransformatoren erweiterte. Das Werk, die spätere Dominit, war jahrzehntelang der größte Arbeitgeber im damaligen Kreis Brilon. Das Accumulatorenwerk Hoppecke begann 1928 mit der Fertigung. 1937 wurde ein Werk der Nolte-Möbel gegründet. In der Zeit von 1933 bis 1939 stieg die Bevölkerungszahl auf 7154.

#### Nationalsozialismus und Zweiter Weltkrieg

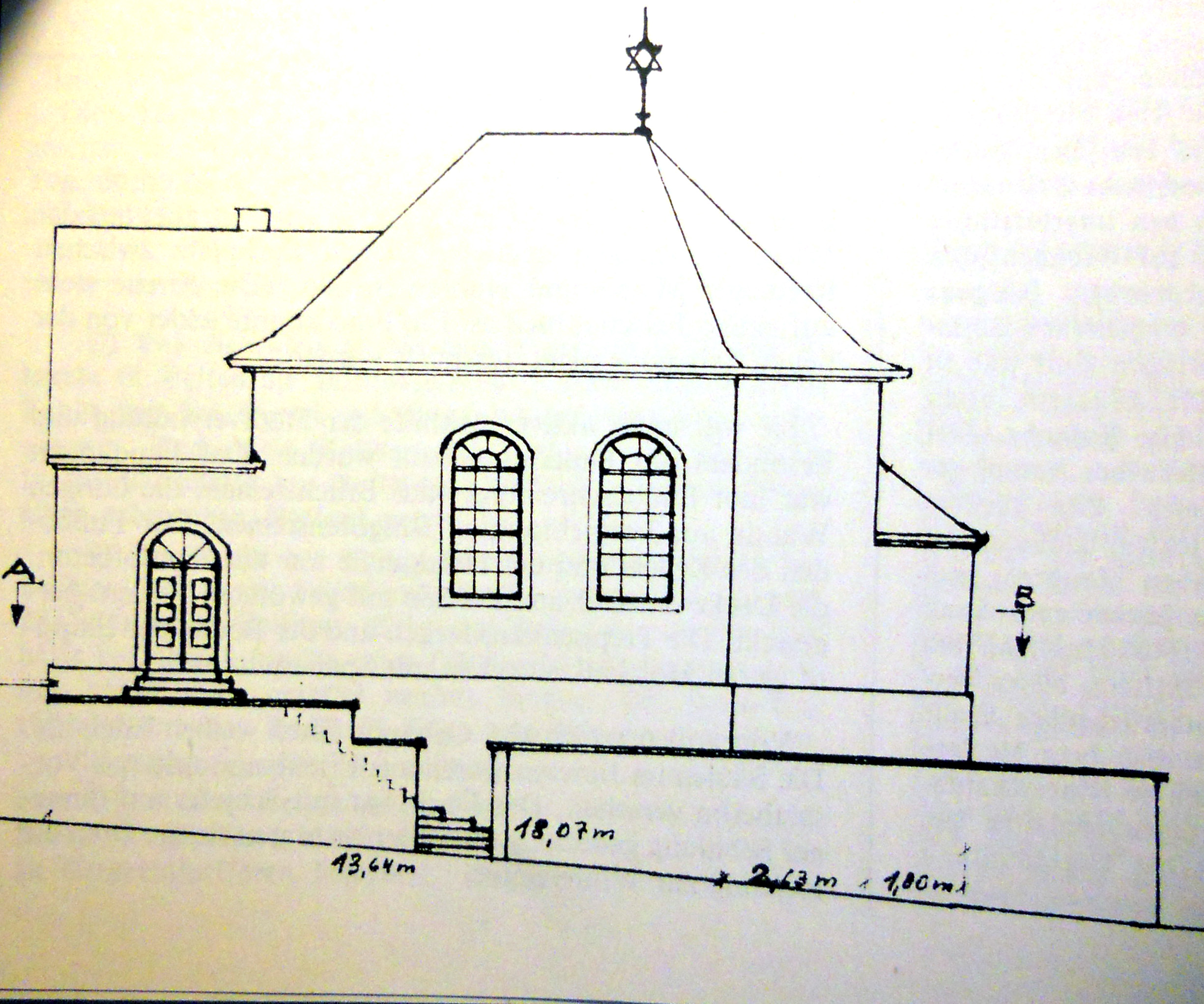
Die Synagoge wurde in der Pogromnacht 1938 zerstört.

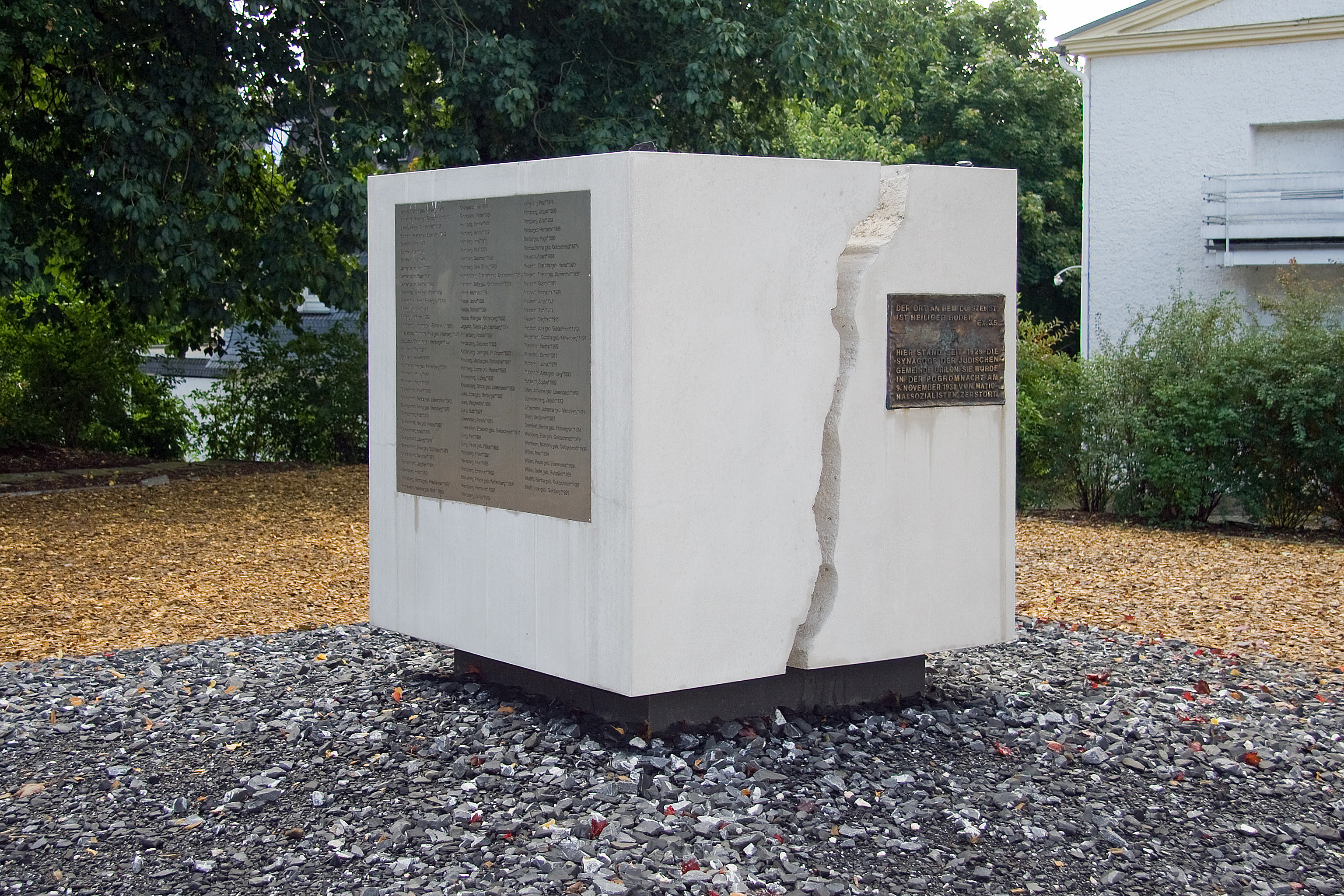
Mahnmal zur Judenverfolgung am Standort der Synagoge

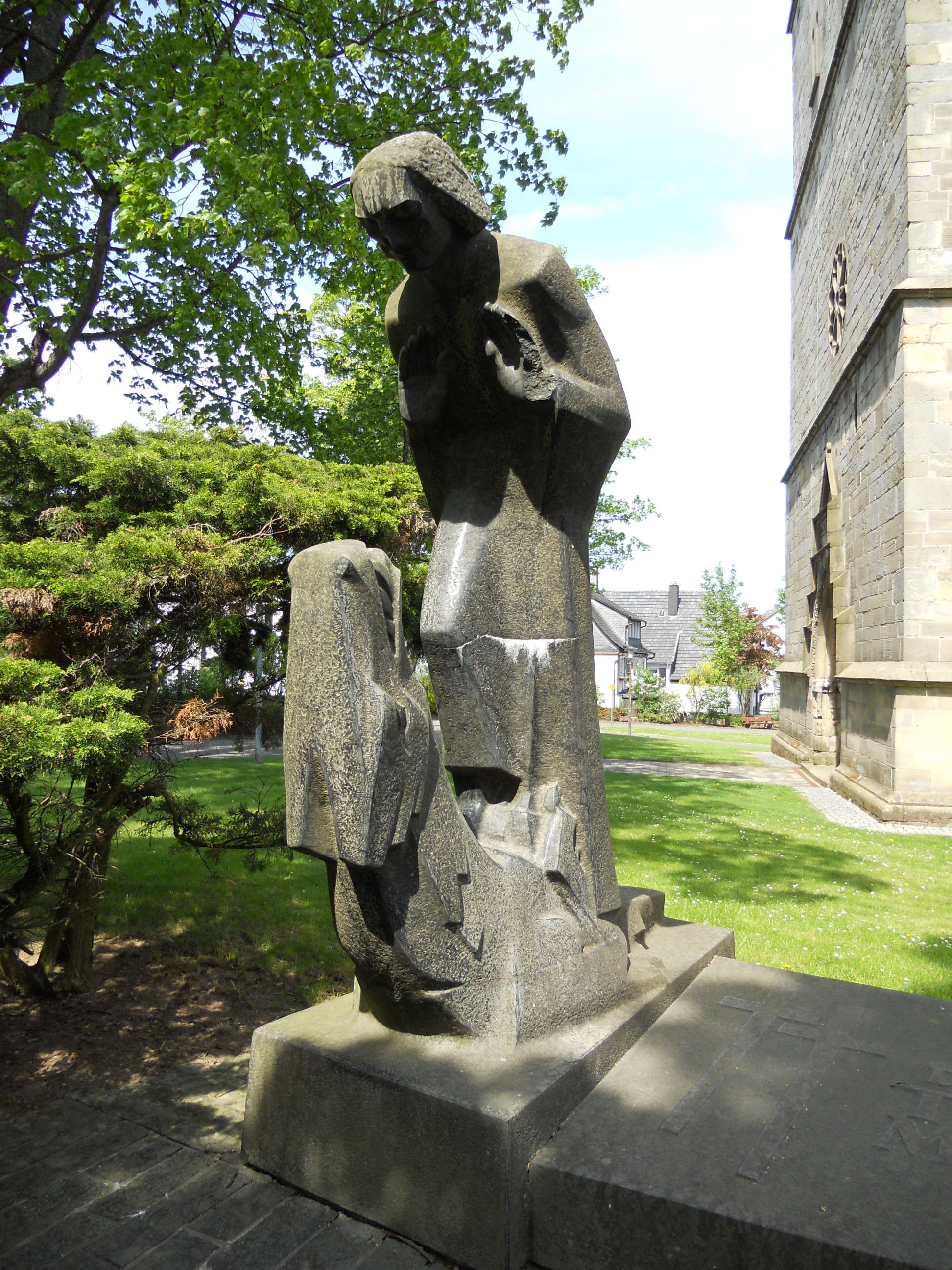
Kriegerdenkmal vor der Propsteikirche

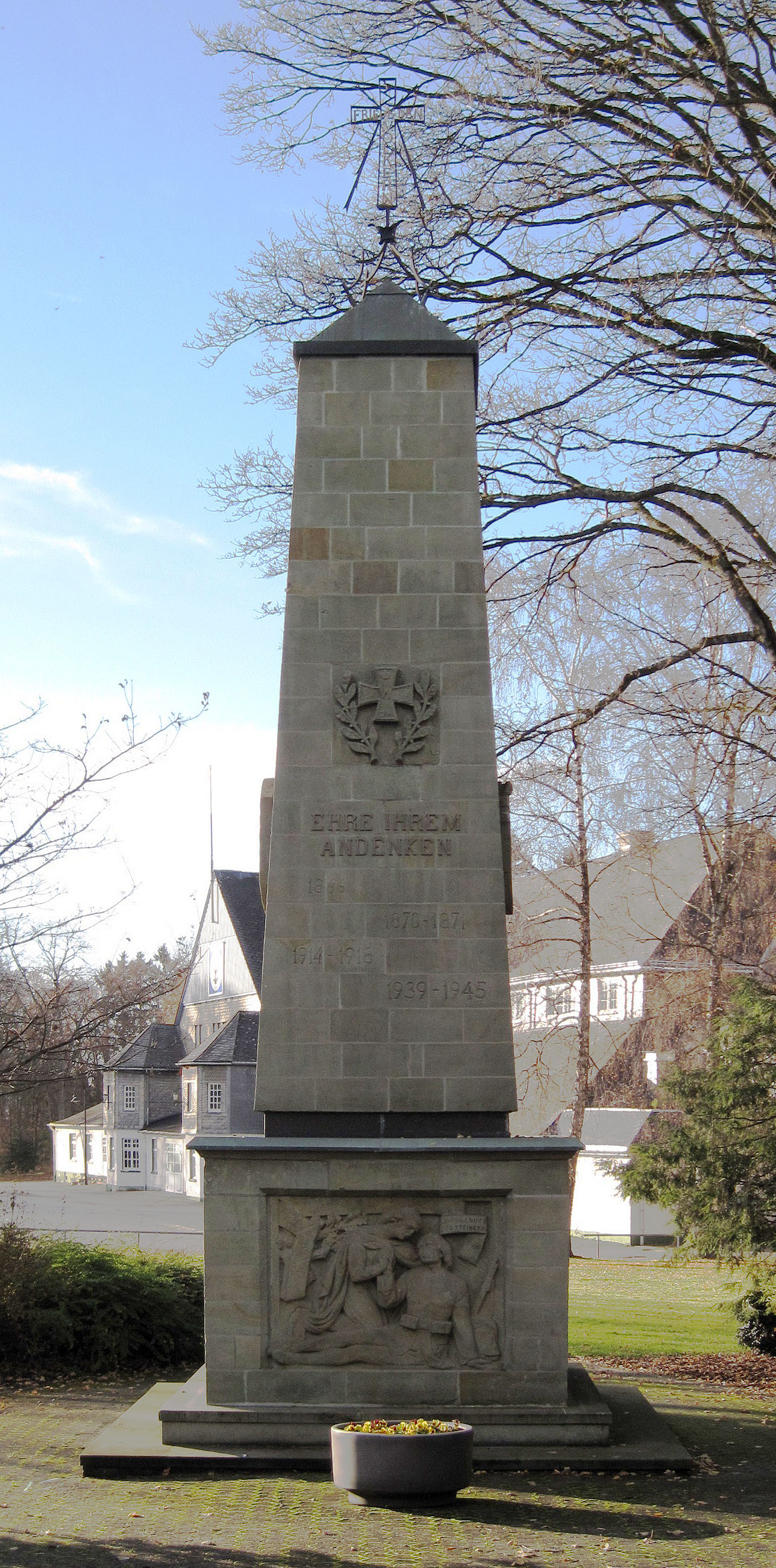
Kriegerdenkmal an der Schützenhalle

Fortwährende Regierungskrisen und wirtschaftliche Schwierigkeiten begünstigten den Aufstieg der NSDAP. Auch der Inhalt der Briloner Zeitung änderte sich entsprechend dem Neuen Geist. Überwiegend beherrschten parteipolitische und germanisch-heldenmütige Mitteilungen wie zum Beispiel über Sonnenwendfeiern oder Gedenktage den Lokalteil. Das Stadt- und Kreisparlament wurden am 1. Januar 1934 zugunsten des Führerprinzips aufgelöst. Bei der städtischen Eröffnungssitzung saßen in der ersten Zuhörerreihe überwiegend Parteimitglieder im Braunhemd. Eine geheime Einsatzplanung für den Luftschutz erhielt die Stadtverwaltung 1938. Während der Nazizeit wurden im Rahmen des Holocaust 103 Juden aus Brilon ermordet. Zu ihrem Gedenken steht auf dem ehemaligen Platz der Synagoge, die von Briloner Braunhemden in Brand gesetzt wurde, ein Gedenkstein.
Josef Paul Sauvigny war in seiner Funktion als Bürgermeister für die Durchsetzung der Nürnberger Rassengesetze verantwortlich.
Nach dem wirtschaftlichen „Judenboykott“ im April 1933 schürten die Parteidienststellen weiterhin Hetze, die in der Reichskristallnacht mit der Zerstörung der Synagoge Brilon den ersten Höhepunkt erreichte. Durch nationalsozialistischen Terror wurde die jüdische Gemeinde Brilon ausgelöscht. In Brilon lebten 1946 nur noch zwei jüdische Bürger.
Im Zweiten Weltkrieg blieb die Stadt bis zum Herbst 1944 von Luftangriffen der Alliierten verschont. Die ersten Bombenwürfe um und in Brilon gingen ohne nennenswerte Schäden ab. Bei einem Luftangriff durch die United States Army Air Forces am 10. Januar 1945 wurden ganze Straßenzüge beschädigt oder zerstört. Besonders betroffen waren die Hoppecker Straße und die Derkere Mauer. Ein Blindgänger durchschlug das Dach der Propsteikirche. Hierbei wurden 39 Menschen, darunter 13 Kinder, getötet. Später kamen vier Personen bei zwei weiteren Luftangriffen ums Leben. Ende März 1945 erlebte Brilon den Durchzug von nach Osten flüchtenden Militär- und Zivilfahrzeugen. Ausländische Kriegsgefangene wurden zu Fuß durch die Stadt getrieben. Am 29. März um 16 Uhr wurde die Stadt von amerikanischen Truppen von Süden her kampflos besetzt, da sich nur versprengte deutsche Soldaten in der Stadt befanden und auch der mobilisierte Volkssturm nicht kampfbereit war. Nur im Lager Renzelberg des Reichsarbeitsdienstes wurde kurz Widerstand geleistet. Dort fand man später acht gefallene deutsche Soldaten. Der Bürgermeister konnte sogar noch die Stadt der US-Army übergeben. Auf offenem Feld wurde kurz nach Besetzung ein Durchgangslager für die deutschen Kriegsgefangenen aus der näheren und weiteren Umgebung eingerichtet. Am 30. März gaben die US-Truppen ein großes Lager mit Kleidung und Lebensmitteln in der Briloner Schützenhalle für die Briloner Kriegsgefangenen und Fremdarbeiter frei. Das Lager wurde danach, auch von der deutschen Bevölkerung aus Brilon und Umgebung, geplündert. In die Stadt strömten 6000 bis 7000 ehemalige ausländische Gefangene, welche nach Ausplünderung des Lagers von der Stadt versorgt werden mussten und Plünderungen und Überfälle auf Häuser und Höfe verübten. Ein Mann wurde bei einem Überfall auf eine Jagdhütte getötet. Später wurden die ausländischen Gefangenen von US-Truppen nach Gießen abtransportiert. In der ersten Zeit nach der Besetzung übten auf Anordnung der US-Truppen Serben mit 20 deutschen Hilfspolizisten die Polizeigewalt in Brilon aus. Im Zweiten Weltkrieg fielen 159 Briloner als Soldaten oder starben in Gefangenschaft. An die Opfer des Zweiten Weltkriegs erinnert ein Mahnmal des Düsseldorfer Bildhauers Wilhelm Hanebal auf dem Kirchplatz. Insgesamt starben etwa 400 Briloner Bürger an den Kriegsfolgen.

#### Nach dem Zweiten Weltkrieg

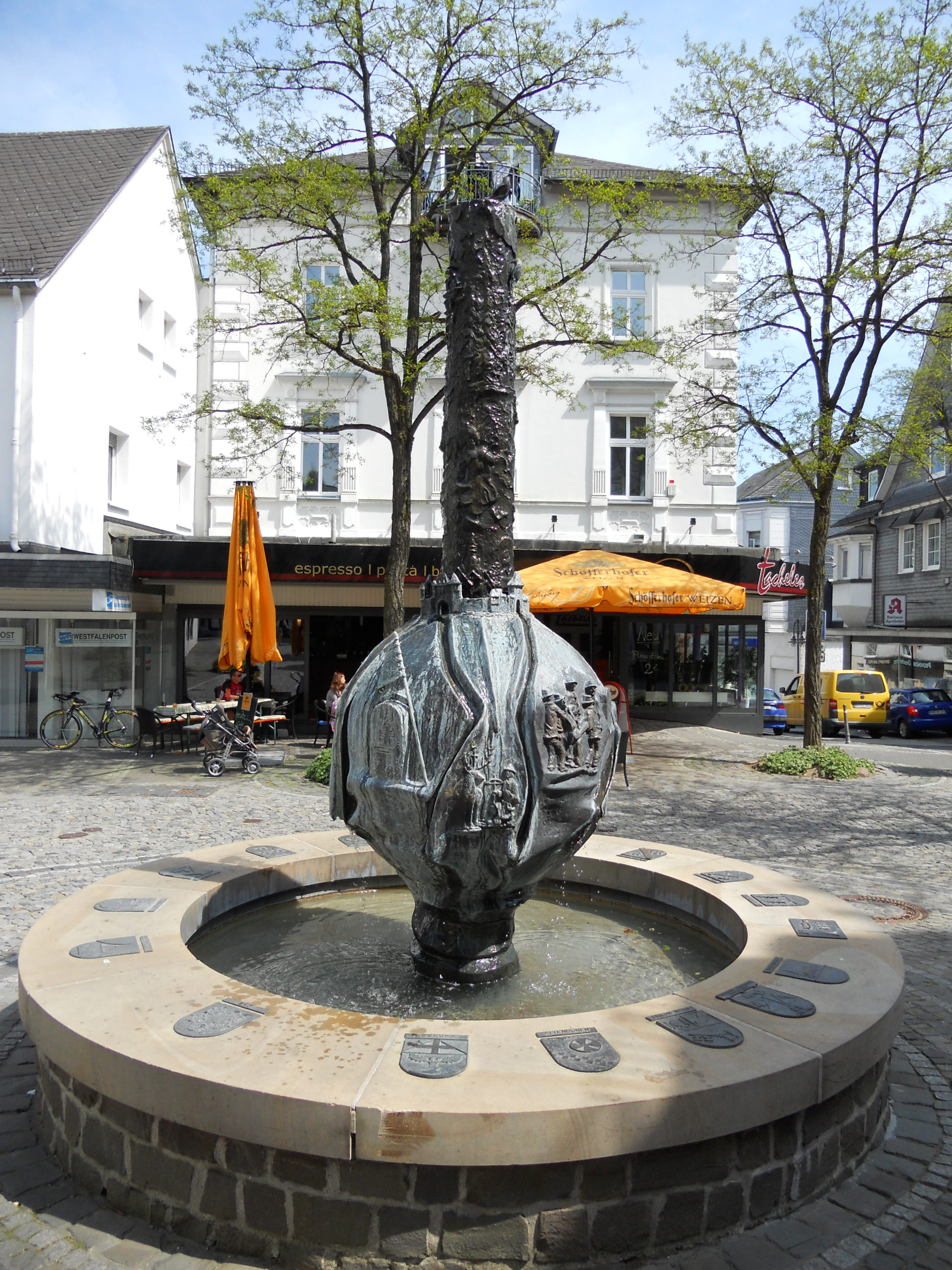
Geschichtsbrunnen hinter dem Rathaus

Nach dem Zweiten Weltkrieg wurde Brilon Teil des neu geschaffenen Landes Nordrhein-Westfalen. Im Zuge der kommunalen Neugliederung 1975 wurden 14 Gemeinden der Stadt angegliedert. Im Jahr 2009 wurde ein Staatsvertrag zwischen Hessen und Nordrhein-Westfalen geschlossen über die Abgabe von 55 Flurstücken mit einer Fläche von zusammen 14 Hektar an Brilon. Für den Gebiets- und Steuerkraftverlust zahlt die Stadt Brilon an die Gemeinde Diemelsee einen Ausgleich von 390.000 Euro. Der Staatsvertrag ist seit dem 1. November 2009 in Kraft.

### Eingemeindungen
Am 1. Januar 1975 wurden im Zuge der kommunalen Neugliederung in Nordrhein-Westfalen (§ 12 Sauerland/Paderborn-Gesetz) die bisher vom Amt Thülen verwalteten Gemeinden Alme, Bontkirchen, Hoppecke, Madfeld, Messinghausen, Nehden, Radlinghausen, Rixen, Rösenbeck, Scharfenberg, Thülen, Wülfte und die zum Amt Bigge gehörenden Gemeinden Altenbüren und Eßhoff Stadtteile von Brilon.
Brilon-Wald, Petersborn und Gudenhagen waren auch vor der kommunalen Neuordnung keine selbständigen Gemeinden, sondern gehörten von jeher zur Stadt Brilon, damals eine der flächenmäßig größten Gemeinden in Nordrhein-Westfalen.

### Einwohnerentwicklung

#### Brilon nach dem damaligen Gebietsstand
| Jahr | Einwohnerzahl | Bemerkung                        |
| ---- | ------------- | -------------------------------- |
| 1784 | 02.592        | davon 63 Juden                   |
| 1844 | 03.584        | davon 111 Evangelische, 84 Juden |
| 1890 | 04.471        | davon 231 Evangelische, 95 Juden |
| 1899 | 04.900        | [ 44 ]                           |
| 1925 | 05.849        |                                  |
| 1933 | 06.480        |                                  |
| 1939 | 06.959        |                                  |
| 1961 | 11.887        | [ 43 ]                           |
| 1966 | 14.305        |                                  |
| 1970 | 13.746        | [ 44 ] [ 43 ]                    |
| 1974 | 14.437        | [ 45 ]                           |

(Quelle unter)

#### Brilon nach dem heutigen Gebietsstand
| Jahr | Einwohnerzahl |
| ---- | ------------- |
| 1961 | [00]21.286    |
| 1970 | [00]23.930    |
| 1974 | [00]24.796    |
| 1975 | 24.595        |
| 1980 | 24.533        |
| 1985 | 24.484        |
| 1990 | 25.303        |
| 1995 | 27.258        |
| 2000 | 27.347        |
| 2001 | 27.320        |
| 2002 | 27.259        |
| 2003 | 27.136        |

| Jahr | Einwohnerzahl |
| ---- | ------------- |
| 2004 | 27.073        |
| 2005 | 27.112        |
| 2006 | 26.964        |
| 2007 | 26.814        |
| 2008 | 26.689        |
| 2009 | 26.499        |
| 2011 | 26.048        |
| 2012 | 25.644        |
| 2017 | 25.501        |
| 2021 | 25.303        |
| 2022 | 25.511        |

(Quelle unter)

Einwohnerentwicklung von Brilon nach zwei Gebietsständen von 1784 bis 2017 wie in nebenstehenden Tabellen

In Brilon hat sich die Zahl der Kirchenaustritte von 2020 bis 2022 verdreifacht. Sie ist von 183 (2020) über 352 (2021) auf 560 Austritte im Jahr 2022 angestiegen. Im ersten Halbjahr 2023 haben 212 Menschen der Kirche den Rücken gekehrt.

## Politik

### Stadtrat
Nach der Wahl zum Stadtrat vom 13. September 2020 hat dieser 38 Ratsmitglieder. Das Ergebnis dieser Wahl ist in den Diagrammen dargestellt.
- Linke: 1
- SPD: 13
- Grüne: 3
- BBL: 2
- FDP: 2
- CDU: 17

Die Tabelle stellt die jeweilige Zusammensetzung des Stadtrats nach den vergangenen fünf Wahlen dar.
| Partei / Gruppierung | Sitze | Sitze | Sitze | Sitze | Sitze |
| Partei / Gruppierung | 2020  | 2014  | 2009  | 2004  | 1999  |
| -------------------- | ----- | ----- | ----- | ----- | ----- |
| CDU                  | 17    | 19    | 17    | 17    | 19    |
| SPD                  | 13    | 14    | 15    | 16    | 15    |
| Grüne                | 03    | –     | –     | –     | –     |
| Briloner Bürgerliste | 02    | 02    | 03    | 03    | 02    |
| FDP                  | 02    | 02    | 03    | 02    | 02    |
| Die Linke            | 01    | 01    | –     | –     | –     |
| Gesamt               | 38    | 38    | 38    | 38    | 38    |

### Bürgermeister

#### Seit 1945
| Amtszeit                         | Name                 | Bemerkung                                                                                    |
| -------------------------------- | -------------------- | -------------------------------------------------------------------------------------------- |
| 2. April 1945 – Mai 1945         | Johannes Martini     | (kommissarisch)                                                                              |
| 1945–1946                        | Walter Dinkloh       |                                                                                              |
| 1946–1948                        | Wilhelm Schieferecke |                                                                                              |
| 1948                             | Josef Stuhldreher    |                                                                                              |
| 1948–1951                        | Wilhelm Stracke      | Zentrum                                                                                      |
| 12. März 1951 – 21. Oktober 1951 | Heinrich Lüke        | Als 1. Vertreter des erkrankten Wilhelm Stracke                                              |
| 1951–1952                        | Josef Schreckenberg  | SPD                                                                                          |
| 1952–1956                        | August Heeke         | CDU                                                                                          |
| 1956–1958                        | Julius Drescher      | SPD                                                                                          |
| 1958–1961                        | Josef Wolff          | CDU                                                                                          |
| 1961–1963                        | Julius Drescher      | SPD                                                                                          |
| 1963–1973                        | Franz Hillebrand     | CDU                                                                                          |
| 1973–1985                        | Josef Klaholz        | CDU                                                                                          |
| 1985–1999                        | Franz Hülshoff       | CDU                                                                                          |
| 1999–2014                        | Franz Schrewe        | SPD, erster hauptamtlicher Bürgermeister, am 11. Januar 2015 zum Ehrenbürgermeister ernannt. |
| seit 2014                        | Christof Bartsch     | SPD                                                                                          |

#### Stadtdirektoren
| Amtszeit  | Name                  | Bemerkung | Bild                                                         |
| --------- | --------------------- | --- | ------------------------------------------------------------ |
| 1946–1948 | Walter Dinkloh        | |                                                              |
| 1948–1957 | Heinrich Schieferecke | Auf dem Briloner Schnadebrunnen am ehemaligen Schultenhaus stehen zwei Bronzefiguren. Die linke Figur stellt Heinrich Schieferecke dar, wie er aus einer Urkundenrolle den Rezess verliest. | Schnadedenkmalmit Johannes Martini und Heinrich Schieferecke |
| 1957–1980 | Ludwig Steiger        | |                                                              |
| 1980–1999 | Eberhard Schüle       | |                                                              |

### Wappen
Blasonierung

Geteilt in Silber und Schwarz; oben ein durchgehendes schwarzes Kreuz, unten auf schwarzem Grund ein schräg liegender silberner Schlüssel mit nach unten gekehrtem Bart.
Beschreibung

Das Wappen zeigt kurkölnische Symbole: oben das Kreuz des Landeswappens und unten den Schlüssel des Stiftspatrons St. Petrus. Entstanden ist das Wappen aus dem Briloner Schöffensiegel von 1547. Am 28. Januar 1911 wurde dieses Wappen amtlich genehmigt. Nach der kommunalen Reform behielt die erweiterte Stadt das Wappen bei, das am 3. Mai 1978 erneut genehmigt wurde.
Die ältesten Siegel der Stadt aus dem 13. Jahrhundert zeigen eine Stadtmauer mit Tor, darin der Schlüssel. Die erste Verwendung des heutigen Wappens findet sich in besagtem Schöffensiegel von 1547.

### Städtepartnerschaften

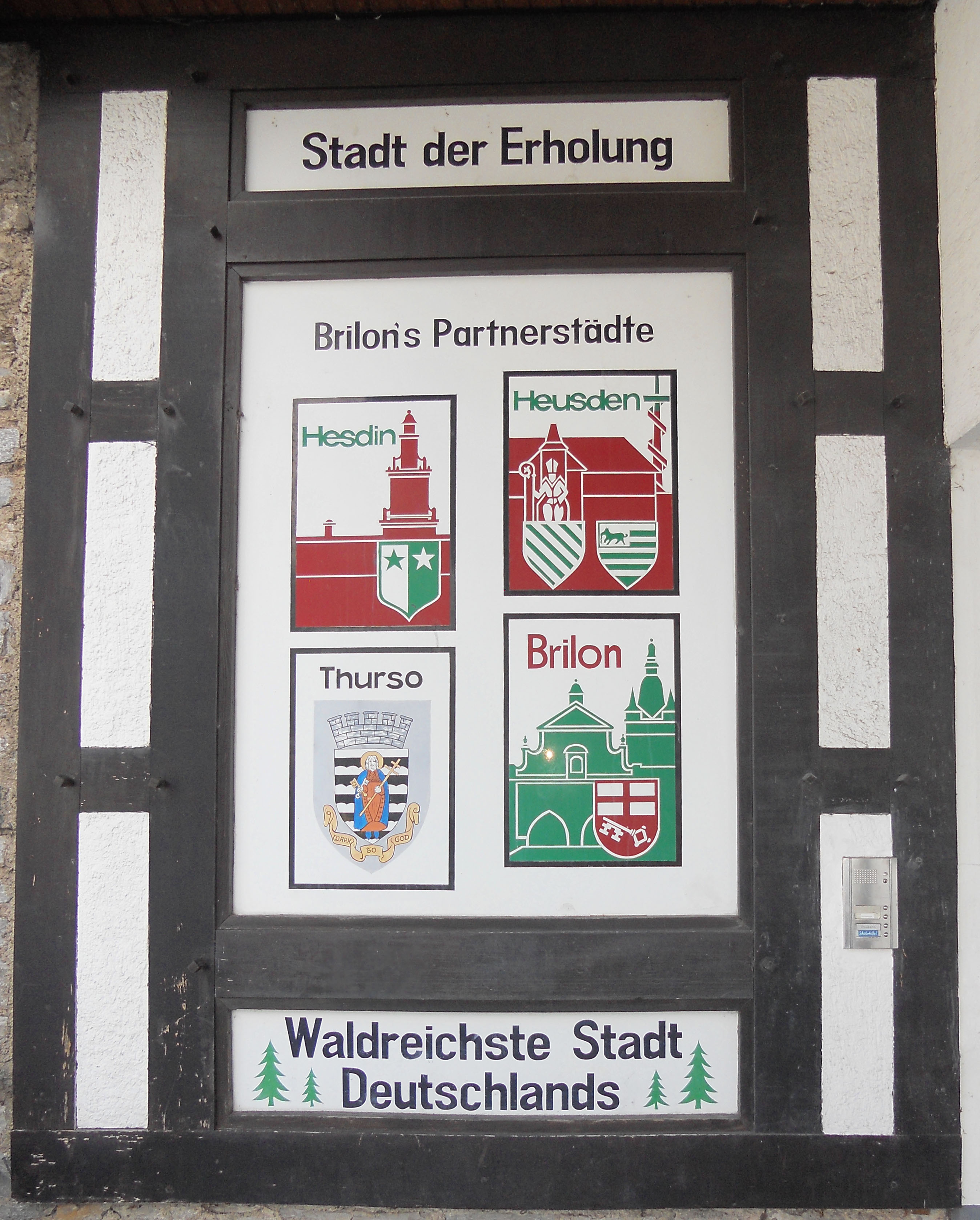
Tafel mit Brilons Städtepartnerschaften

Brilon unterhält vier Städtepartnerschaften:
- Seit 1965 pflegt die Stadt freundschaftliche Beziehungen zur französischen Stadt Hesdin.
- Mit der belgischen Stadt Heusden-Zolder wurden 1971 freundschaftliche Bande geknüpft.[55]
- Aus freundschaftlichen Beziehungen der jeweiligen Pfadfinderschaften entstand 1980 die Partnerschaft mit der schottischen Stadt Thurso.
- Mit der brandenburgischen Stadt Buckow wurde im Jahr 2003 ein Freundschaftsvertrag geschlossen. Entstanden ist dies aus den langjährigen Kontakten der Freiwilligen Feuerwehr Brilon.[56]

## Kultur und Sehenswürdigkeiten

### Museen

#### Museum Haus Hövener
Das Museum Haus Hövener, ehemals Stadtmuseum Brilon, zeigt neben der geologischen Geschichte des Ostsauerlandes den „ältesten Sauerländer“. Dieser ist ein Saurier, der anhand von 1978 bei Nehden entdeckten Knochenfunden nachgebildet wurde. Ferner geht das Museum auf die Stadtgeschichte mit dem Gruben- und Hüttenwesen ein. Des Weiteren wird die Geschichte der Glockengießerei Albert Junker dargestellt. Zum Stadtmuseum gehört auch die Ofensammlung, die sich im Haus des Gastes befand.

#### Dorf- und Heimatmuseum Altenbüren

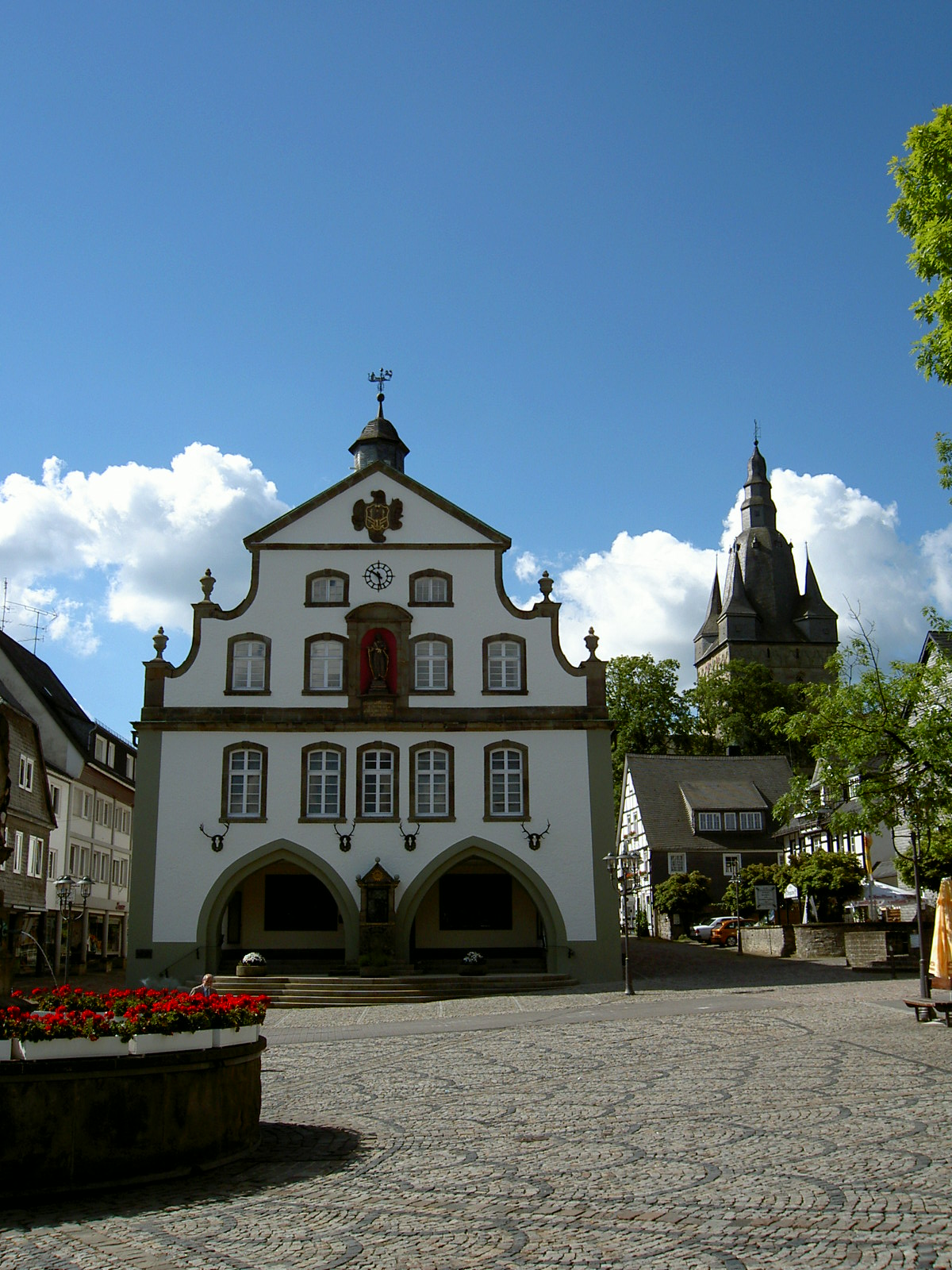
Rathaus und Turm der Propsteikirche

Das Museum zeigt einen Schlaf- und Wohnraum aus dem 19. Jahrhundert sowie bäuerliche und handwerkliche Geräte aus früherer Zeit. Ferner wird das dörfliche Leben in Wort und Bild dargestellt sowie Glaubenszeugnisse in Bildern, Büchern und Schriften ausgestellt. Eine Bilddokumentation zeigt die Zerstörung Altenbürens zum Ende des Zweiten Weltkriegs.

### Bauwerke
Das Briloner Rathaus zählt zu den ältesten Rathäusern in Deutschland. Der zweigeschossige Putzbau wurde wohl in der Mitte des 13. Jahrhunderts als Zunfthaus erbaut. Aus dieser Zeit stammen vermutlich noch die Außenmauern und die spitzbogige Doppelarkade im Erdgeschoss. Am Mittelpfeiler befindet sich ein Bildstock von 1688. Der 1755 bezeichnete, doppelt geschweifte Barockgiebel entstand nach einem Entwurf des waldeckischen Baumeisters Johann Matthias Kitz. In der mittigen Nische ist eine Figur des Stadtpatrons St. Petrus angebracht. Das von einem Dachreiter bekrönte Rathaus wurde im Inneren mehrfach umgebaut und verändert, so 1826, 1879 und 1910.
Von den Toren der ehemaligen Stadtbefestigung ist nur das Derker Tor erhalten geblieben. Das heutige Tor wurde um 1750 weitgehend neu errichtet, nachdem der Vorgängerbau baufällig geworden war.

#### Kirchen

##### Kirchen im Hauptort

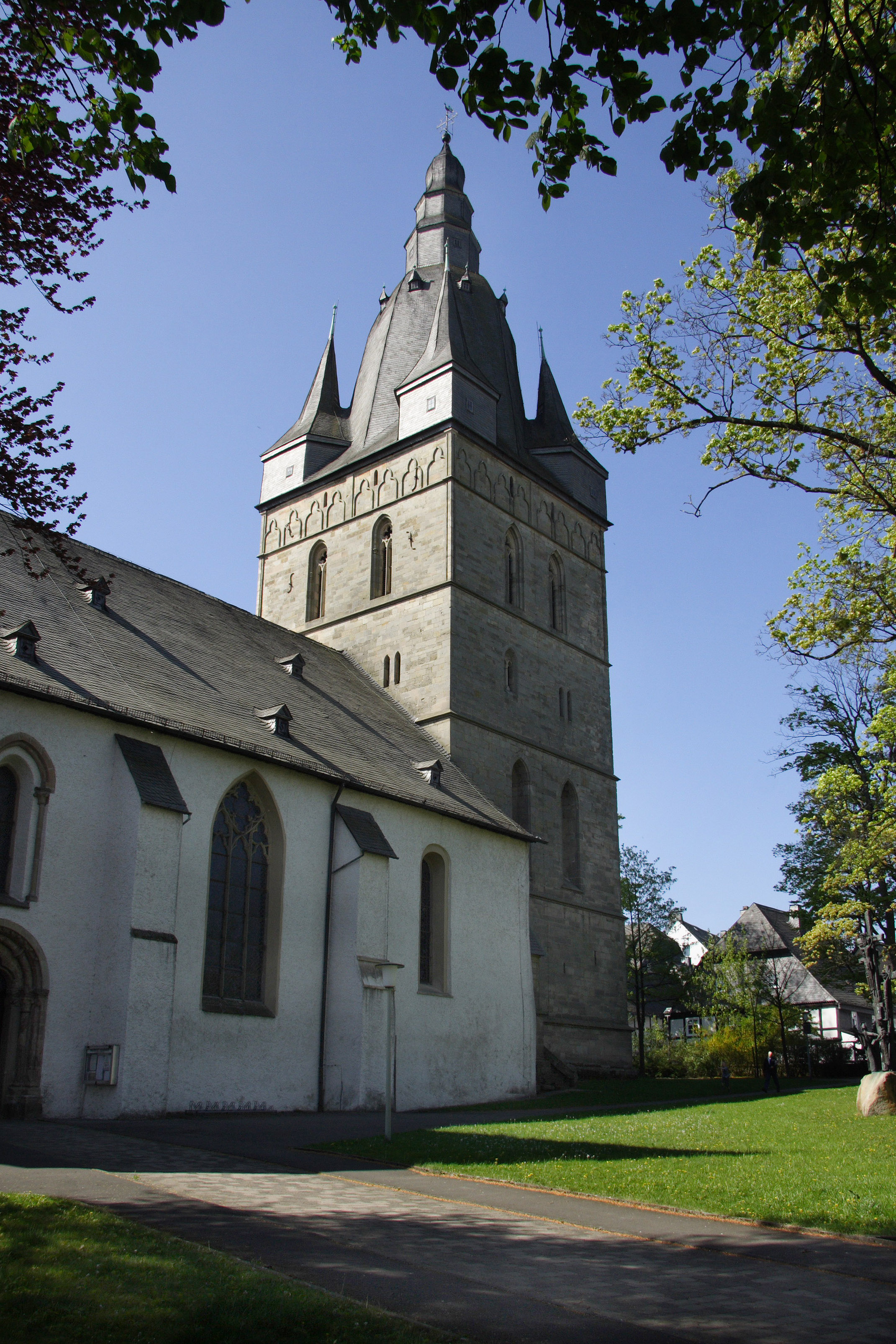
Propsteikirche

Wahrzeichen der Kernstadt ist die Propsteikirche St. Petrus und Andreas mit ihrem 63 m hohen Turm. Die Kirche wurde zwischen 1220 und 1350 im frühgotischen Stil erbaut. Nach einem Brand wurde der 31 m hohe Turmhelm in barocker Form erneuert.
Die St.-Nikolai-Kirche wurde in den Jahren 1772 bis 1782 als Klosterkirche der Minoriten gebaut, nachdem die unterhalb der heutigen Kirche stehende Kapelle zu klein geworden war. Die Kirche besitzt eine barocke Ausstattung.
Die Evangelische Stadtkirche wurde von den im 19. Jahrhundert zugezogenen evangelischen Christen in den Jahren 1855 und 1856 erbaut. Sie entstand als „Preußische Normalkirche“ nach dem Entwurf von Karl Friedrich Schinkel.
In der Engelbertstraße 34 befindet sich die neuapostolische Kirche.
Im Rochuswäldchen befindet sich die Rochuskapelle.
Die ehemalige Georgskirche existiert in Teilen weiter als Hubertuskapelle.

##### Kirchen in den Ortsteilen
Auch in den Ortsteilen stehen sehenswerte, zum großen Teil denkmalgeschützte Kirchen:
| Ortsteil      | Name der Kirche                             | Bemerkung                                         |
| ------------- | ------------------------------------------- | ------------------------------------------------- |
| Alme          | Pfarrkirche St. Ludgerus                    | erbaut 1753–1760                                  |
| Altenbüren    | Pfarrkirche Ss. Johannes Baptist und Agatha | erbaut 1553                                       |
| Bontkirchen   | Pfarrkirche St. Vitus                       | beherbergt eine gotische Madonnenstatue           |
| Gudenhagen    | Evangelische Kirche                         | erbaut 1962                                       |
| Gudenhagen    | Pfarrkirche St. Michael                     | moderne Kirche in Zeltdachform, erbaut 1969–1970  |
| Hoppecke      | Alte und neue Pfarrkirche Mariä Heimsuchung | alte Kirche erbaut um 1150                        |
| Madfeld       | Pfarrkirche St. Margaretha                  | beherbergt einen Hochaltar von 1681               |
| Messinghausen | Pfarrkirche St. Vitus                       | moderne Kirche in Zeltdachform, erbaut 1967–1968  |
| Rösenbeck     | Neue Pfarrkirche St. Laurentius             | neugotische Kirche, erbaut 1854                   |
| Scharfenberg  | St. Laurentius                              | Barockkirche, erbaut 1745–1750                    |
| Thülen        | Pfarrkirche St. Dionysios                   | Pfeilerbasilika, 1175 erwähnt                     |
| Keffelke      | Keffelker Kapelle                           | letzter Rest der wüstgefallenen Siedlung Keffelke |

Siehe auch: Liste von Sakralbauten im Hochsauerlandkreis

#### Brunnen

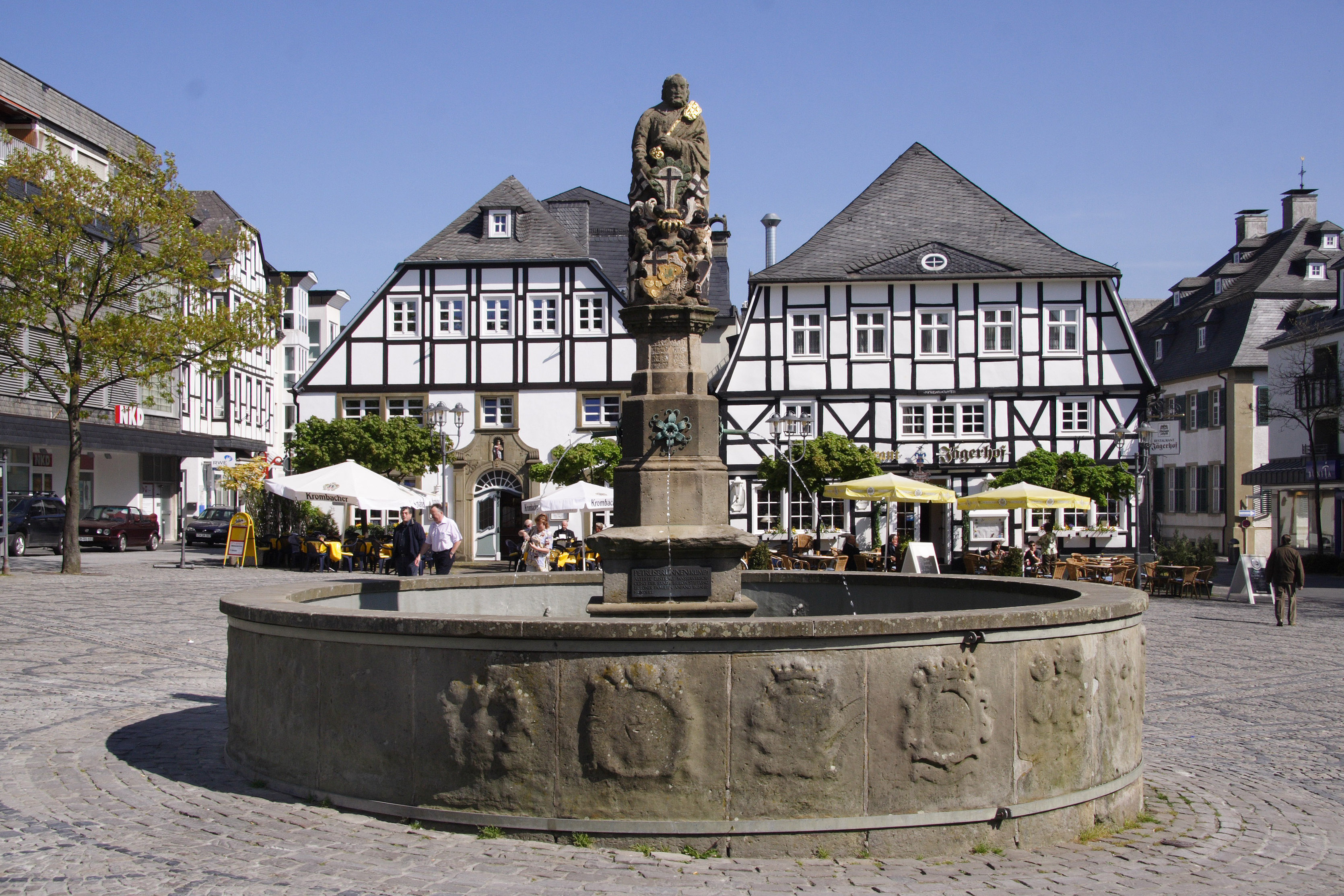
Petrusbrunnen („Kump“) auf dem Marktplatz

Der Petrusbrunnen auf dem Marktplatz, im Volksmund als Kump bekannt, gehörte früher zur zentralen Wasserversorgung der Stadt. Hier endete eine hölzerne Wasserleitung von einer nicht versiegenden Quelle am Poppenberg. Seine heutige Gestalt erhielt der Brunnen 1726 durch eine Erneuerung der Brunnenschale. Diese besteht aus 23 sandsteinernen Platten, auf denen die Reste von Wappendarstellungen zu erkennen sind. In der Mitte der Brunnenschale befindet sich auf einer Säule das lebensgroße Standbild von St. Petrus, dem Schutzpatron der Stadt. Dieses stammt von dem Vorgängerbrunnen aus der ersten Hälfte des 16. Jahrhunderts.
Der Geschichtsbrunnen hinter dem Rathaus zeigt auf einer bronzenen Stele Szenen aus den Briloner Schnadezügen und verschiedene Motive mit Bezug zur Stadt. Auf dem Rand der Brunnenschale sind die Wappen der Briloner Ortsteile als Bronzetafeln angebracht. Der Brunnen wurde vom Madfelder Künstler Theodor Sprenger gestaltet.
Weitere Brunnen in der Innenstadt sind der Europabrunnen im Kreisverkehr an der Evangelischen Stadtkirche, der Schnadebrunnen am Schultehaus, der Bürgerbrunnen in der Bahnhofstraße, der Papebrunnen am Amtshaus gegenüber dem Amtsgericht und der Bauernbrunnen am Mistemarkt. Im Ortsteil Petersborn wurde der Wasserscheide-Brunnen errichtet, der auf die hier verlaufende Rhein-Weser-Wasserscheide hinweist.

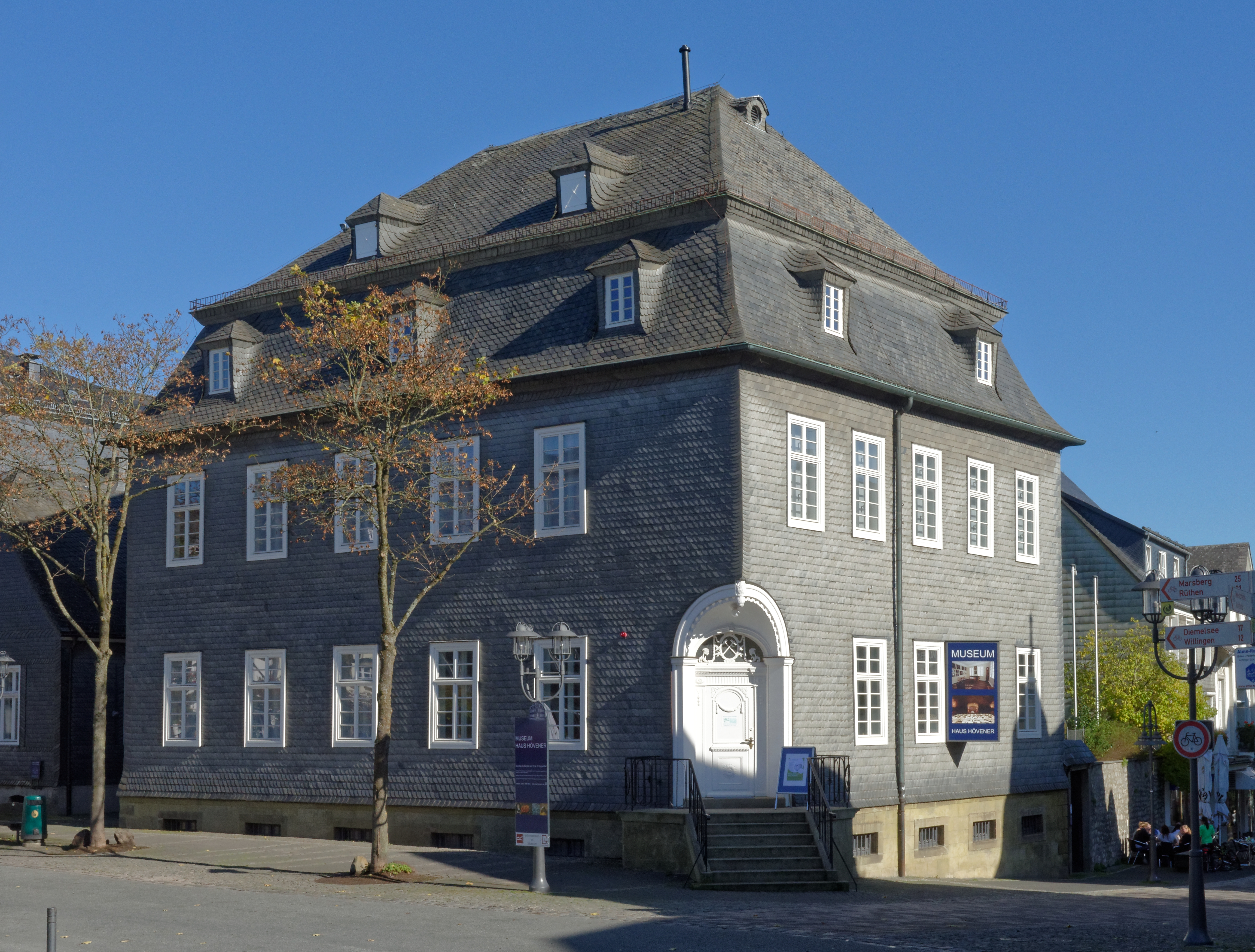
Haus Hövener

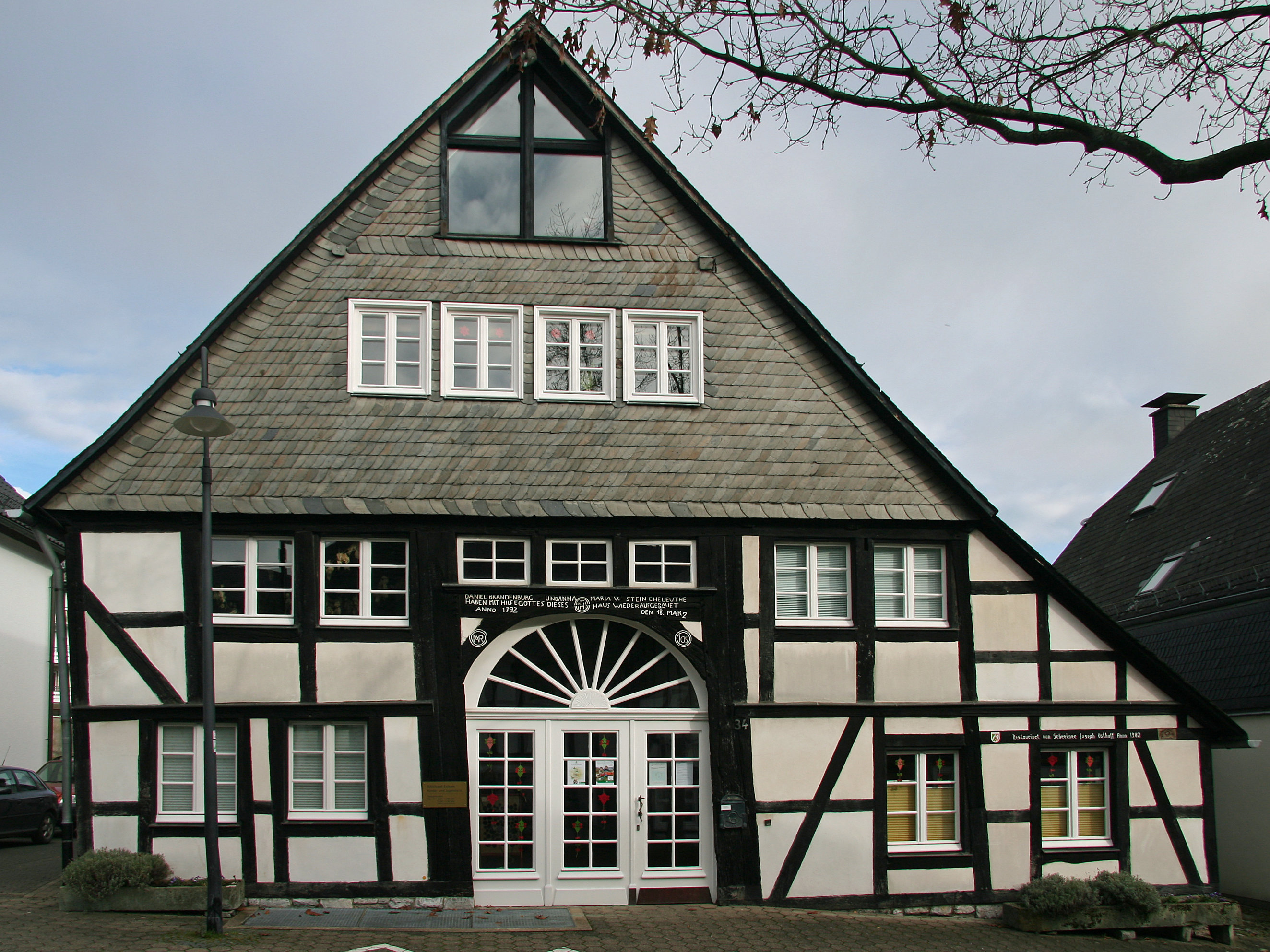
Fachwerkhaus Niedere Straße 34

#### Wohnbauten
- Markt 10: Der verputzte Bruchsteinbau besitzt ein 1792 bezeichnetes Portal, das von einer Figurennische mit der hl. Agatha bekrönt wird. Die genaue Entstehungszeit des Gebäudes ist nicht bekannt; womöglich sind die Außenmauern älteren Datums. Die noch 1953 renovierte Fassade wurde 1969 abgetragen und anschließend wieder aufgebaut; dabei hat man den Fachwerkgiebel komplett in Nadelholz erneuert. Das erhalten gebliebene Portal wurde restauriert und im Zuge der Baumaßnahmen wieder eingefügt.
- Markt 14 (Haus Hövener): Der verschieferte Fachwerkbau mit Mansarddach und klassizistischer Haustür wurde 1803/1804 errichtet. Teile der alten Innenausstattung haben sich bis heute erhalten.
- Niedere Straße 29/31: Das Fachwerk-Dielenhaus ist 1792 bezeichnet. Seine Torbalkeninschrift erinnert an den verheerenden Stadtbrand von 1791, dem im Südosten der Stadt 106 Häuser zum Opfer fielen: „Aus Funcken ist geworden Feuer, hat gemacht grohs Ungeheuer. Durch das Feuer bin ich gefecht nihder, Gott seien Lohp und Danck, ietz steth ein anders Haus wieder.“
- Schulgasse 14: Der zweigeschossige Bruchsteinbau von 1431 wurde 1659 und 1720 durch Fachwerkbauteile erweitert. Ein Raum im Obergeschoss des Hauses zeigt Reste einer alten Ausmalung. Das wohl ursprünglich als Adelshof errichtete Gebäude gilt als das älteste Wohnhaus der Stadt. Darin lebte einst Johann Suibert Seibertz, der als Begründer der sauerländischen Geschichtsforschung gilt.
- Schulstraße 24: Schmales Fachwerkhaus von 1733.

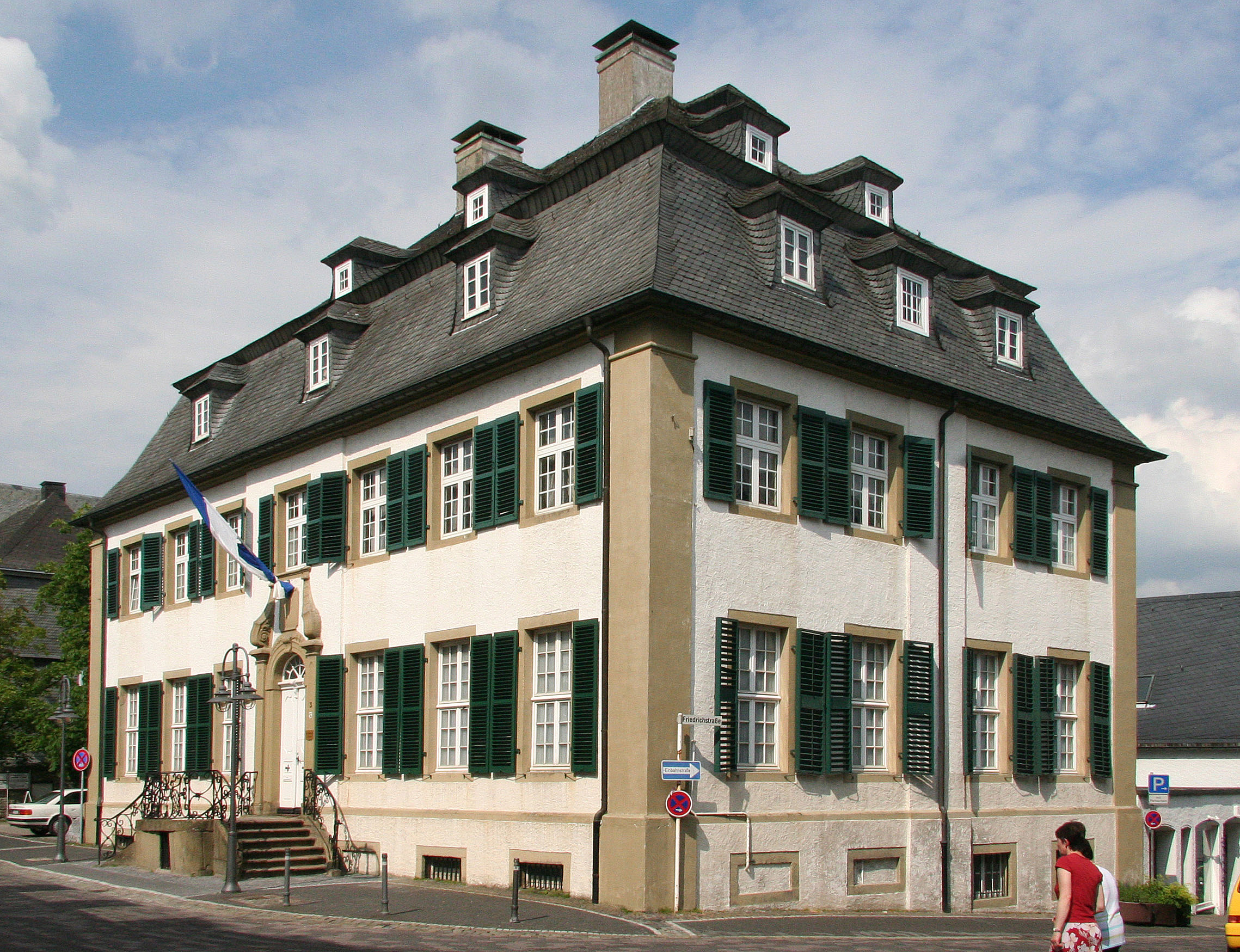
Haus Sauvigny

- Steinweg 3 (Haus Sauvigny): Der zweigeschossige Putzbau mit Mansarddach wurde 1752 für den Unternehmer Adam Eberhard Ulrich vermutlich von Johann Matthias Kitz erbaut. Teile der ursprünglichen Ausstattung und der Innenaufteilung blieben erhalten. Im rückwärtigen Garten befindet sich ein Pavillon mit barocker Schieferhaube. Zum Anwesen gehören ein großes steinernes Wirtschaftsgebäude und eine Remise. Später bewohnte der Bürgermeister Josef Paul Sauvigny das Haus; nach ihm ist es heute benannt.
- Steinweg 7: Traufenhaus mit zwei figürlich beschnitzten Utluchten, das vermutlich in der Mitte des 18. Jh. erbaut wurde.
- Steinweg 26: Schultenhaus. Das 1767 errichtete Fachwerk-Dielenhaus mit älterem Steinwerk wurde 1962–1965 umfassend instand gesetzt.

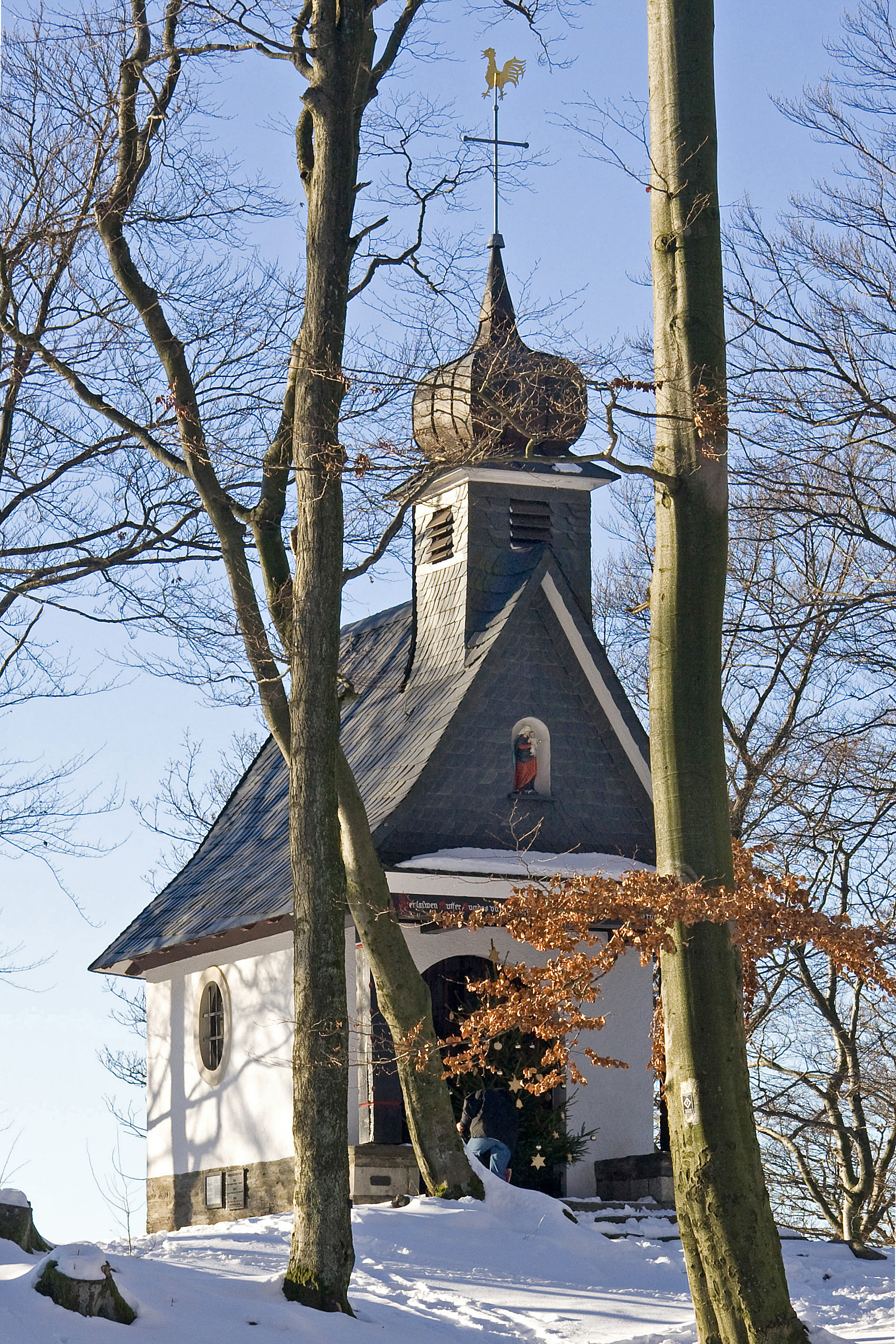
Friedenskapelle auf dem Borberg

#### Sonstige Bauten
- Amtsgericht. Zweigeschossiger spätklassizistischer Putzbau von 1877
- Alte Schule, Propst-Meyer-Straße 1. Zweigeschossiger Fachwerkbau des 17. Jh. mit Walmdach, 1725 umgebaut. 1972 restauriert.
- Schützenhalle, erbaut 1924
- Borberg. Wallburganlage, Kapelle und Kirchhof.
- Wartturm auf dem Bilstein. 2006 zerstört für eine Steinbrucherweiterung.
- Ein ehemals stadtbildprägendes Monument war das 1899 errichtete Eduard-Pape-Denkmal.
- Jüdische Friedhöfe befanden sich in Brilon, Alme und Madfeld. Überreste davon sind noch erhalten.
- Die verfallene Hemburg

#### Bildstöcke

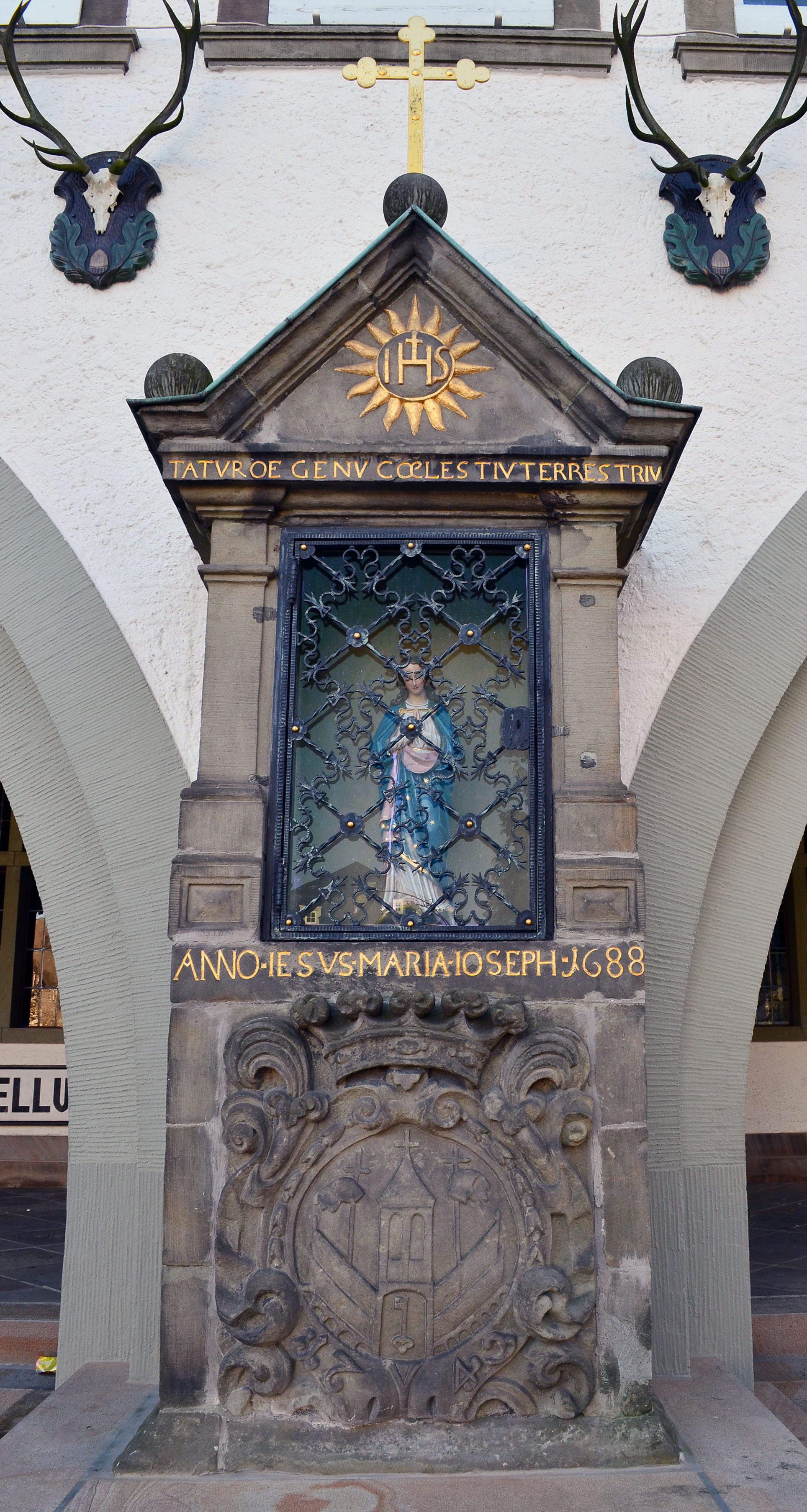
Bildstock vor dem Rathaus Brilon mit dem Wappenstein des Oberen Tores

Im Stadtgebiet finden sich etliche Bildstöcke aus dem 17. und 18. Jahrhundert, die zum Teil unter Denkmalschutz stehen. Hervorzuheben sind die Bildstöcke in der Nähe der Standorte der vier Stadttore. Diese sind der Muttergottes gewidmet. Die aus der Stadt Herausziehenden grüßten sie bittend, die Rückkehrer dankend. In den Jahren 1970–1972 erstellte Ruth Landmann für die leeren Nischen modern gestaltete Mariendarstellungen aus Keramik.

### Parks

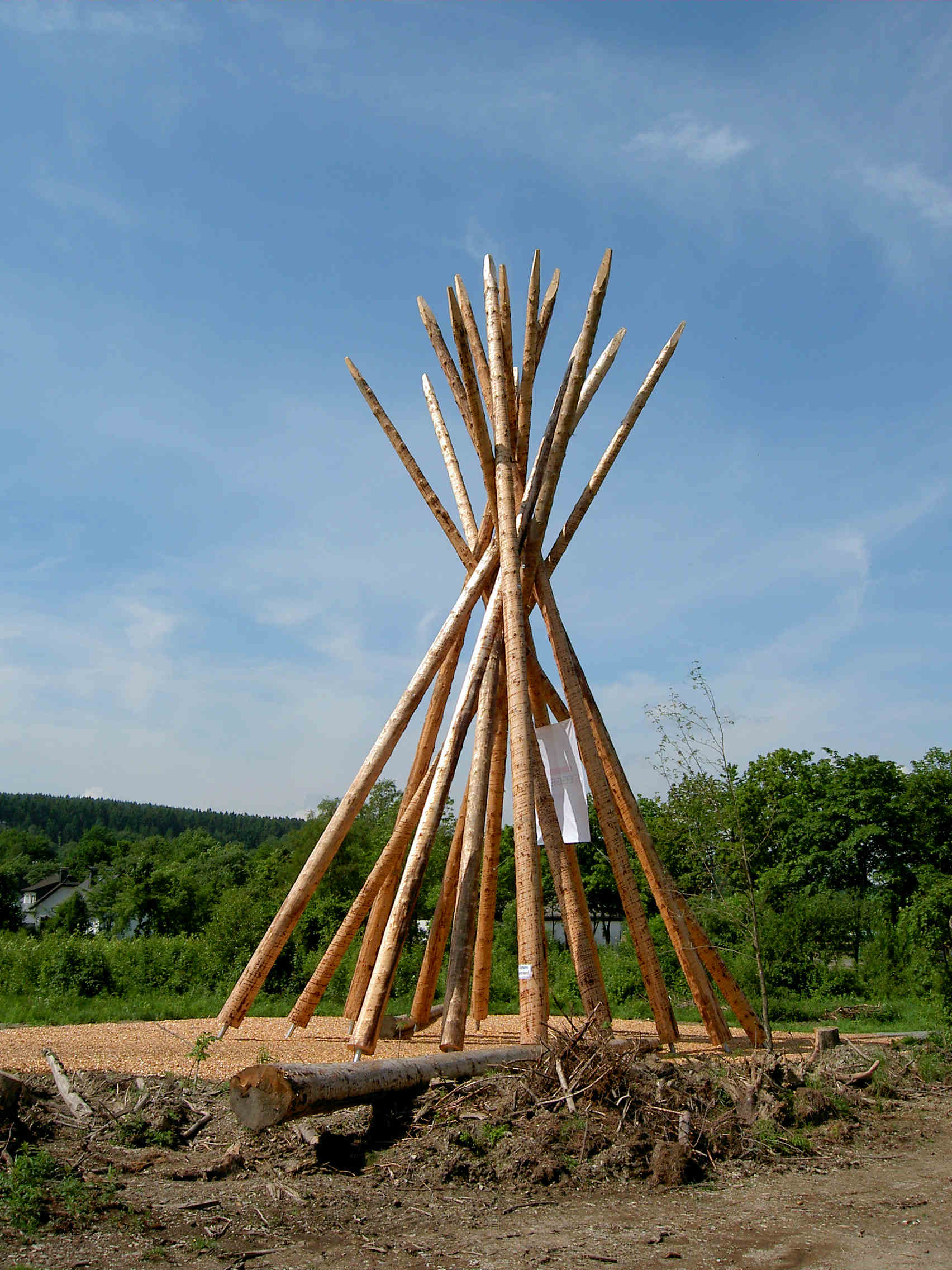
Kyrill-Tor

Als staatlich anerkannter Luft- und Kneippkurort besitzt Brilon einen Kurpark. Er liegt im südöstlichen Stadtgebiet entlang eines Wasserlaufs und geht im Süden in den Wald am Poppenberg (605 m) über. Der Wald auf dem diesem Berg südöstlich benachbarten Gudenhagener Poppenberg (564 m) beim Ortsteil Gudenhagen-Petersborn wurde im Januar 2007 beim Orkan Kyrill stark in Mitleidenschaft gezogen. Nach den weiteren Zerstörungen durch den Orkan Emma wurde der Briloner Bürgerwald eingerichtet. Im darin liegenden Park, der am 1. Mai 2008 eröffnet wurde, sollen 50.000 Pflanzen und insgesamt 30 Baumarten angepflanzt werden. Als Eingangspforte wurde das Kyrill-Tor, bestehend aus 14 massiven Fichtenstämmen mit einer Länge von jeweils 20 m, errichtet.
Am östlich des Zentrums gelegenen Kreishaus befindet sich der kleine Kreishauspark, der an seiner südöstlichen Ecke an das Naturschutzgebiet Drübel übergeht. Die Kalkkuppe des Drübels ist von einem Kalkbuchenwald bewachsen.
Das südöstliche Stadtgebiet Brilons gehört zum Naturpark Diemelsee, der nordwestliche Teil zum Naturpark Arnsberger Wald.

### Naturdenkmäler
- Almequellen
- Briloner Kalkkuppen (vom Abbau bedroht)
- Bachschwinden auf der Briloner Hochfläche
- Hollenloch-Höhle bei Rösenbeck

### Veranstaltungen
Wie fast überall im Sauerland ist das Hochfest in der Stadt das Schützenfest. Die Kernstadt feiert ihr Schützenfest an dem zum Johannistag am nächsten liegenden Wochenende. Es fällt somit meist auf das letzte Wochenende im Juni. Neben dem Schützenfest der Kernstadt feiert im Laufe des Frühsommers jeder Ortsteil sein eigenes Schützenfest.
Alle zwei Jahre wird am Schützenfestmontag der Kernstadt der traditionelle Schnadezug abgehalten. Bei diesem seit 1388 belegten Grenzbegang wird jeweils etwa ein Fünftel der Stadtgrenze abgeschritten. Mehrere tausend Männer beteiligen sich am Schnadegang. Frauen sind erst auf dem Lagerplatz zugelassen, wo ein zünftiges Waldfest stattfindet.
Die ebenfalls traditionelle Michaeliskirmes findet am letzten Septemberwochenende statt.
Folgende weitere Feste und Veranstaltungen finden im Laufe des Jahres statt:
- Brilon Open Air (Straßentheater und Live-Musik), jeweils im Juli/August
- Altstadtfest, Ende August
- Wanderherbst, Oktober
- JazzNacht, Oktober
- Sauerlandherbst, jedes Jahr im Herbst

Am 4.–7. Juni 2020 sollte in Brilon der 40. Hansetag der Neuzeit stattfinden; er wurde wegen der COVID-19-Pandemie zunächst abgesagt, dann aber schließlich in virtueller Form durchgeführt.

## Wirtschaft und Infrastruktur

### Ansässige Unternehmen

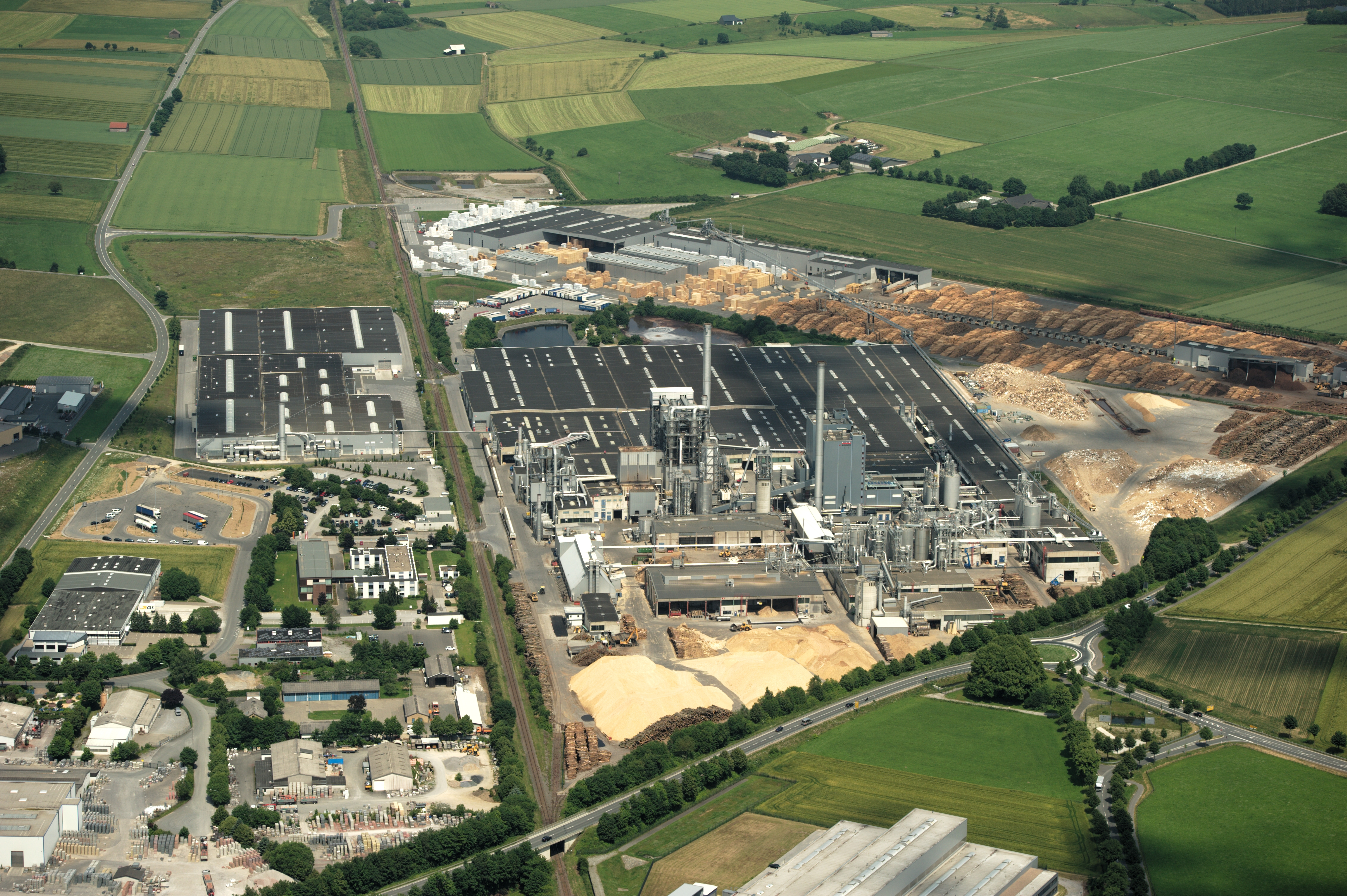
Blick auf die Firma Egger Holzwerkstoffe

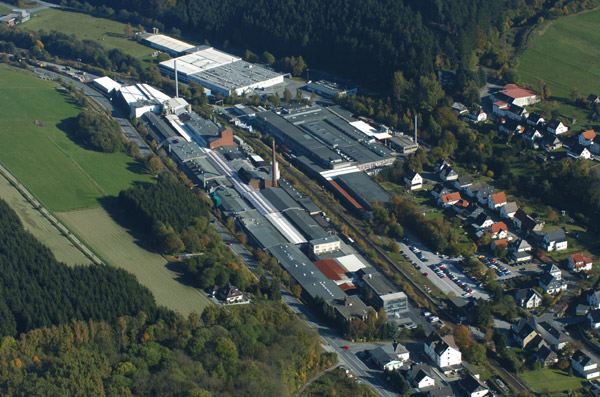
Blick auf die Batterienfabrik Hoppecke

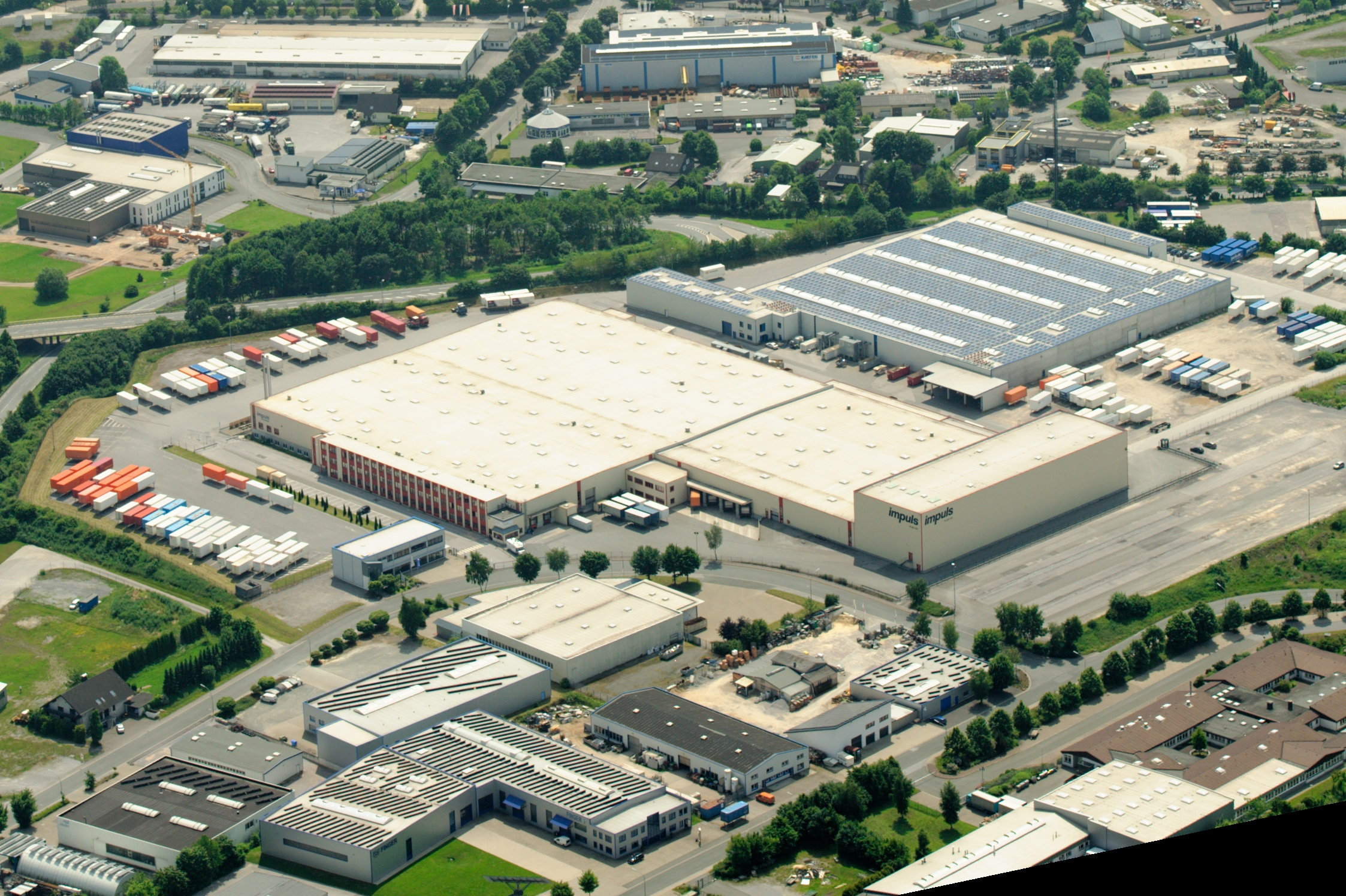
Impuls-Küchen in Brilon

- Egger Holzwerkstoffe Brilon GmbH & Co. KG
Das im Osten der Kernstadt gelegene Spanplattenwerk, Laminatwerk und Sägewerk der österreichischen Egger-Gruppe wurde 1990 neu errichtet und besitzt ein eigenes Kraftwerk, welches mit Produktionsabfällen und überwiegend extern angeliefertem Altholz befeuert wird. Im Werk werden rund 1.000 Mitarbeiter (2010) beschäftigt, davon 30 Auszubildende im kaufmännischen und gewerblichen Bereich.[66][67]
- Hoppecke Batterien GmbH & Co. KG
Seit 1927 stellt das sauerländische Familienunternehmen im gleichnamigen Briloner Ortsteil Hoppecke Industriebatterien her. Mittlerweile ist aus dem Familienunternehmen eine weltweit tätige Unternehmung mit 10 deutschen Niederlassungen, 16 weltweiten Tochterunternehmen und mehr als 1500 Beschäftigten geworden.[68]
- ABB AG, Geschäftsbereich Transformatoren (Produktion Verteiltransformatoren)
Das Werk gehört zum ABB-Konzern, es fertigt mit 120 Mitarbeitern Trockentransformatoren und ist hierfür Kompetenzzentrum innerhalb der ABB. Das Werk geht auf die 1921 gegründeten Dominitwerke zurück. Der 2010 eröffnete Neubau östlich der Kernstadt ersetzte den ehemaligen Standort der Dominitwerke im Bremecketal, einem Seitental der Hoppecke.[69]
- Condensator Dominit GmbH
Das im Bremecketal ansässige Unternehmen fertigt Kondensatoranlagen zur Blindstromkompensation und Netzfilter zur Reduktion von Oberschwingungen. Nach eigenen Angaben hatte das Unternehmen 2011 einen Umsatz von 12 Millionen Euro, den es mit 45 Mitarbeitern erzielte. Das Unternehmen entstand 2005 durch die Ausgliederung aus dem ABB-Konzern durch Umbenennung der ABB-Schaltanlagen GmbH. Die Ursprünge des Unternehmens liegen ebenfalls in den Dominitwerken, die ab 1950 Kondensatoranlagen zur Blindstromkompensation herstellten.[70]
- Briloner Leuchten GmbH
Das 1978 gegründete Unternehmen befasst sich nach eigenen Angaben mit der Entwicklung, Herstellung, Handel und dem Vertrieb von Wohnraumleuchten aller Art und bietet die damit verbundenen Dienstleistungen an. Die Produkte findet man vorrangig in Baumärkten, Möbel- und SB-Warenhäusern. An den Standorten in Elterlein (Sachsen) und Brilon sind insgesamt 135 Mitarbeiter beschäftigt, davon 85 in Brilon.[71]
- Briloner Montage- und Schlüsselfertigbau GmbH
Das seit 1966 bestehende Unternehmen arbeitet auf dem Gebiet des Industriebaus und Stahlbaus. Es bietet den schlüsselfertigen Bau von Verwaltungsgebäuden und Hallen an.[72]
- F. W. Oventrop GmbH & Co. KG
Das in Olsberg ansässige Unternehmen ist Hersteller von Armaturen, Reglern und Systemen für die Haustechnik. Das 1980 errichtete Werk Brilon ist Produktionsstandort. In Olsberg und Brilon arbeiten zusammen etwa 800 Mitarbeiter.[73]

- Impuls Küchen GmbH
Impuls war zunächst eine 100-prozentige Tochtergesellschaft der Alno AG und wurde als Hersteller verschiedener Küchenprogramme im unteren bis mittleren Preisbereich etabliert. Im Jahre 2015 erfolgte der Verkauf an die Steinhoff-Gruppe.[74]
- Die Centrotec SE mit Sitz in Brilon ist ein börsennotiertes Unternehmen, das sich auf energieeffiziente Gebäudetechnik spezialisiert hat.
- Rheinkalk Messinghausen GmbH & Co. KG

### Verkehr

#### Straße
Brilon ist an das bundesdeutsche Fernstraßennetz über die Bundesstraßen 7 und 480 angebunden, die sich auf dem Gebiet der Kernstadt treffen und bis zum Ortsteil Altenbüren über dieselbe Strecke verlaufen. Außerdem beginnen beziehungsweise enden die Bundesstraßen 251 und 516 in Brilon. Über die Bundesstraßen sind die Autobahnen 33 (Richtung Bielefeld: etwa 30 km im Norden bei Bad Wünnenberg), 44 (Richtung Kassel: etwa 33 km im Osten bei Marsberg, Richtung Dortmund: etwa 35 km im Norden bei Geseke) und 46 (Richtung Dortmund: etwa 15 km im Westen bei Bestwig) zu erreichen.

#### Schiene

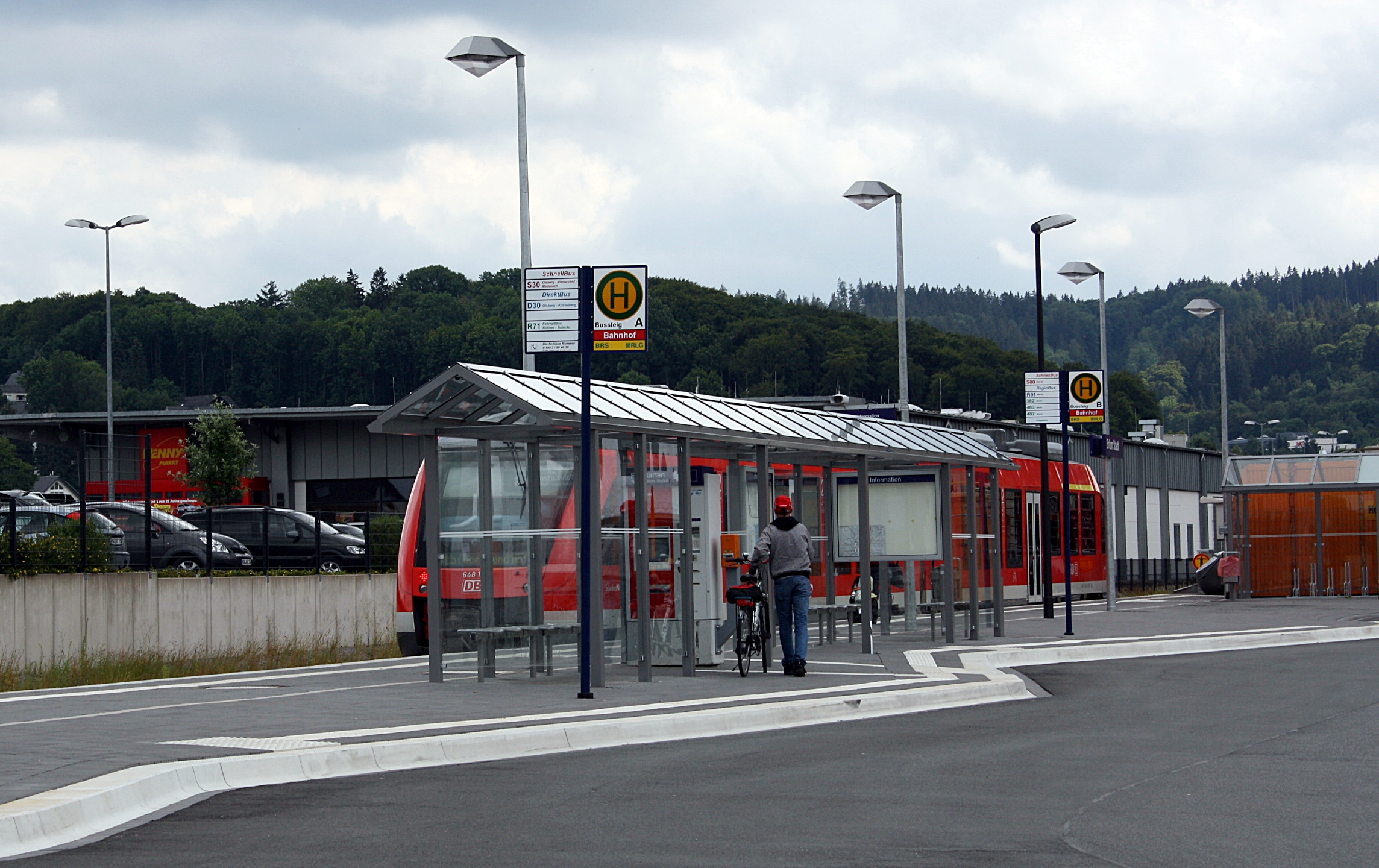
Bahnhof Brilon Stadt

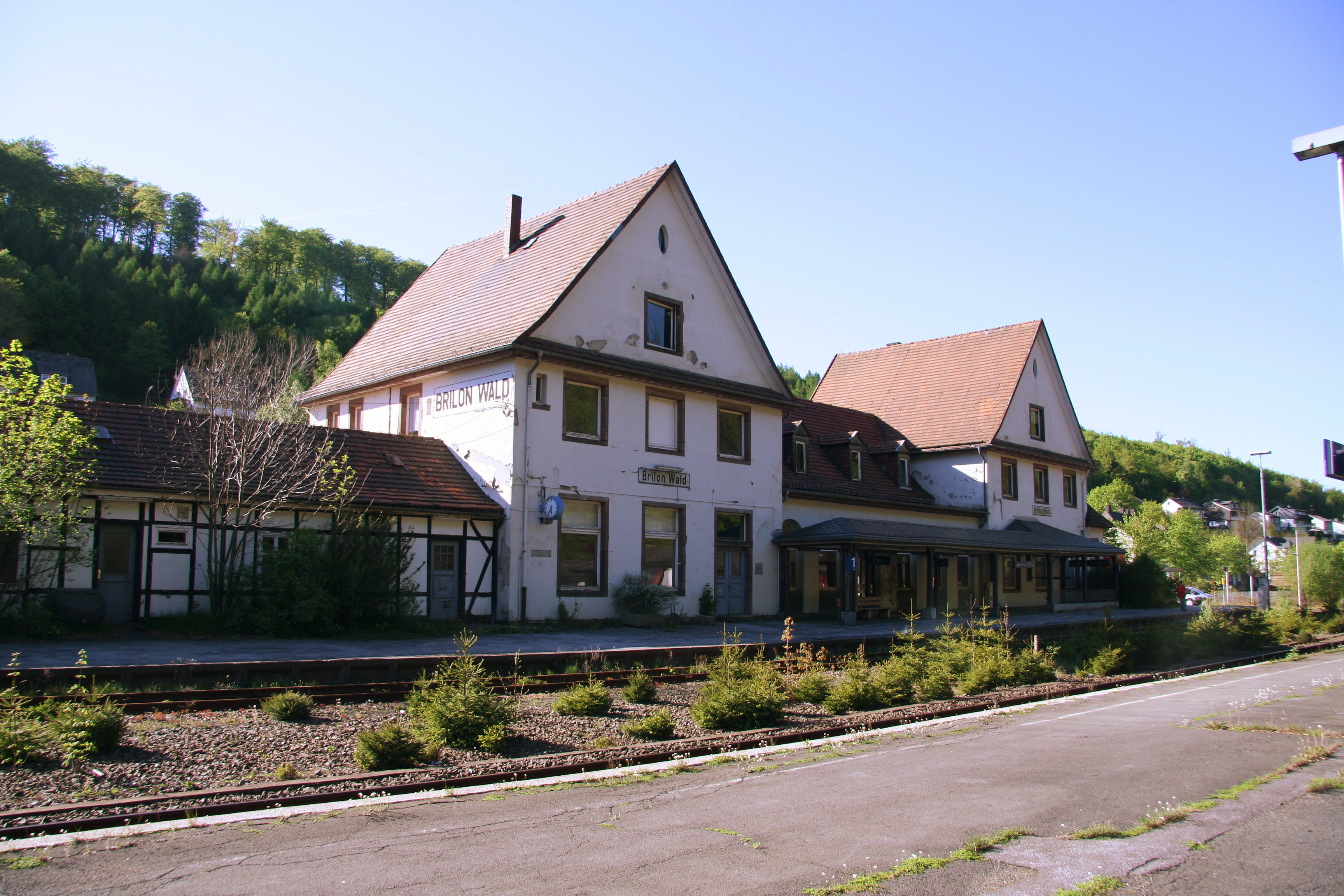
Bahnhof Brilon Wald

Brilon gehört wie der gesamte Hochsauerlandkreis der Verkehrsgemeinschaft Ruhr-Lippe (VRL) an, der im August 2017 Teil des Westfalentarifs geworden ist. Aufgabenträger für den Schienenpersonennahverkehr ist der Zweckverband SPNV Ruhr-Lippe (ZRL). In der Kernstadt Brilons befindet sich der Bahnhof Brilon Stadt an der Almetalbahn; von 1974 bis 2011 fand hier keine reguläre Bedienung im Personenverkehr statt. Bedeutender ist der Bahnhof Brilon Wald an der Oberen Ruhrtalbahn. Er liegt in der durch den Anschluss an die Bahn entstandenen Ortschaft Brilon-Wald, etwa sieben Kilometer von der Kernstadt entfernt.
Die DB Regio NRW befährt die Obere Ruhrtalbahn mit dem Sauerland-Express (RE 17, KBS 435) von Hagen Hbf nach Warburg (Westf) im Stundentakt. Einzelne Züge werden bis Kassel-Wilhelmshöhe durchgebunden; zweistündlich wird der Bahnhof Hoppecke als Bedarfshalt bedient. Morgens und am späten Abend halten Züge auch im Ortsteil Messinghausen.
Auf der Strecke von Brilon Wald über Brilon Stadt, die Ortsteile Thülen und Alme und über Büren nach Paderborn Hbf wurde der Personenverkehr am 29. September 1974 eingestellt. Seit dem 11. Dezember 2011 betreibt die DB Regio NRW wieder den Abschnitt bis Brilon Stadt: Hier verkehrt der Dortmund-Sauerland-Express (RE 57, KBS 435) im Stundentakt von Dortmund Hbf nach Bestwig, wo er geteilt wird und nach Winterberg bzw. über Brilon Wald nach Brilon Stadt weiterfährt. Auch die übrige Strecke befindet sich weiterhin im Besitz der Deutschen Bahn AG. Sie wird nur im Güterverkehr zur Belieferung des Unternehmens Fritz Egger genutzt. Der ehemals an die RWE AG verpachtete Abschnitt zwischen Thülen und Büren diente zum Trafotransport zwischen den Umspannwerken Nehden und Büren. Bis November 2014 fand in den Sommermonaten auf der Strecke zwischen Ringelstein und Brilon Stadt Museumsbetrieb statt.	
Die Kurhessenbahn betreibt auf der Strecke Wega–Brilon Wald die Linie RB 55 als Uplandbahn von Brilon Stadt oder Brilon Wald nach Korbach beziehungsweise Willingen im Zwei-Stunden-Takt. Zusätzlich werden Pendelzüge zwischen Brilon Stadt und Brilon Wald eingesetzt, sodass der Sauerland-Express erreicht werden kann.

#### Bus
Im Straßenpersonennahverkehr fahren Busse der Regionalverkehr Ruhr-Lippe GmbH (RLG), eines Tochterunternehmens der Westfälische Verkehrsgesellschaft mbH (WVG), und der Busverkehr Ruhr-Sieg GmbH (BRS), eines Tochterunternehmens der bahneigenen WB Westfalen Bus GmbH. Diese beiden Gesellschaften betreiben in Brilon insgesamt 17 Buslinien, darunter zwei Schnell- und zwei Nachtbuslinien sowie einen Taxibus. Der Bürgerbus Brilon e. V. betreibt in Kooperation mit BRS und RLG zwei Bürgerbuslinien in der Kernstadt.

#### Fahrrad
Am Marktplatz beginnt der Almeradweg, der entlang der Alme nach Paderborn zur Mündung in die Lippe verläuft. Am Bahnhof startet der MöhnetalRadweg, der entlang der Möhne bis Neheim zur Mündung in die Ruhr verläuft. Durch die Stadt hindurch führt die GeoRadroute Ruhr-Eder, ein Rundkurs über Willingen, Medebach, Korbach, Waldeck, Frankenberg, Winterberg und Olsberg. Außerdem gibt es verschiedene Touren rund um Brilon, so beispielsweise eine Tour über Wülfte und Rösenbeck, vorbei am Flugplatz Brilon zurück in die Kernstadt. 

#### Luftverkehr

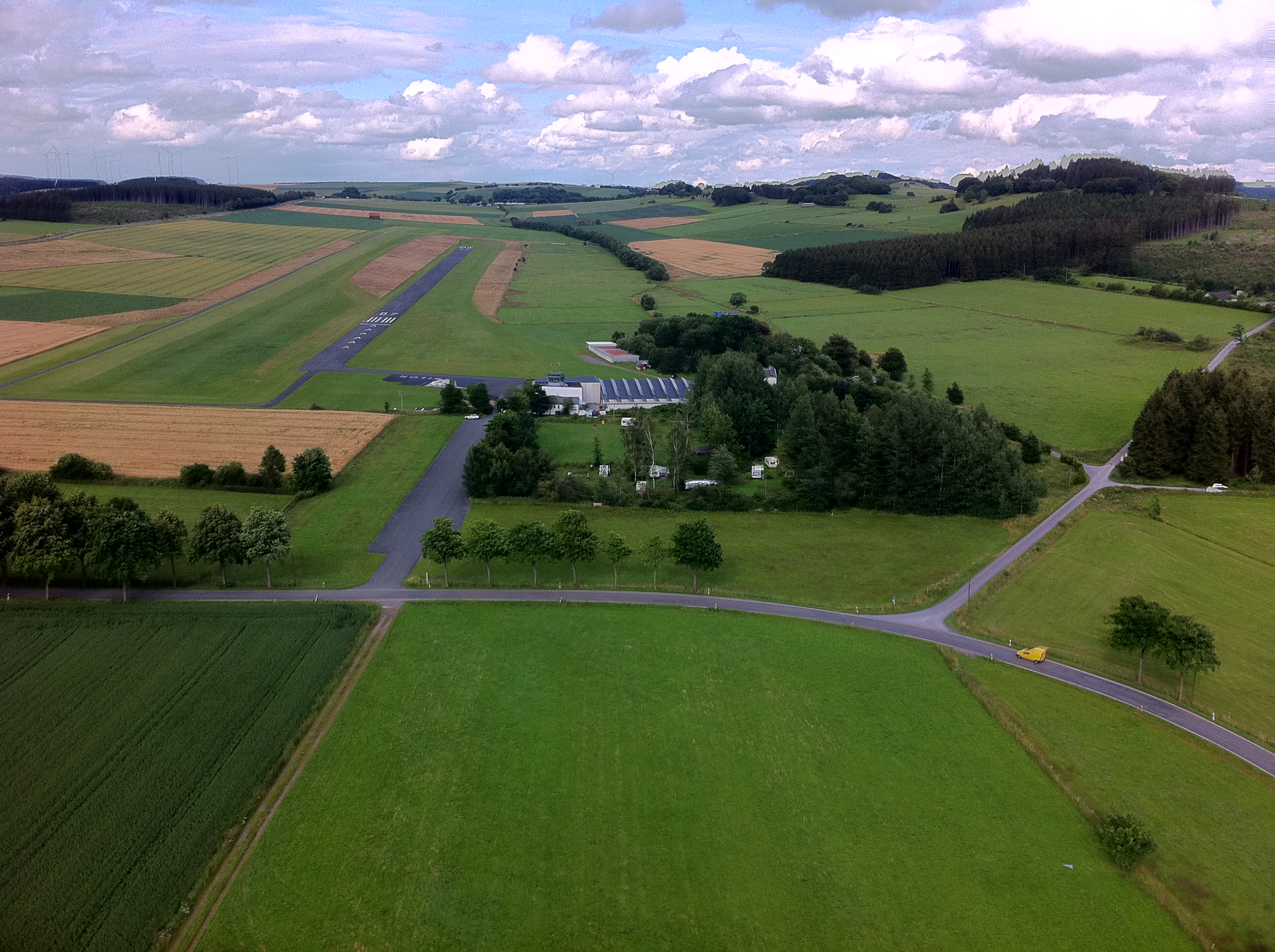
Flugplatz Brilon, aus Westen gesehen

Mit dem Flugzeug ist Brilon über den Flughafen Paderborn/Lippstadt zu erreichen, der etwa 40 km nördlich von Brilon liegt. Für Flugzeuge bis 5,4 t (im Sichtflug, sog. VFR) gibt es den Sonderlandeplatz Brilon/Hochsauerland etwa fünf Kilometer östlich der Kernstadt im Thülener Bruch. Der Platz ist auf Anfrage und in der Sommersaison an den Wochenenden anfliegbar. 
Vor Ort gibt es neben Campingmöglichkeiten für Piloten und Feriengruppen auch einen Kinderspielplatz und eine Gaststätte. Bewirtschaftet wird der Platz vom Luftsportverein Brilon e. V.

### Medien
Als Tageszeitung für die Region erscheint die Westfalenpost mit einer Lokalausgabe für Brilon und den Hochsauerlandkreis. Als Wochenzeitung erscheint jeden Samstag der „Sauerlandkurier“ mit Nachrichten aus dem gesamten Sauerland. Sendungen und Podcasts aus und über Brilon produziert die Hochsauerlandwelle im Rahmen des Bürgerfunks auf Radio Sauerland und in der Mediathek von NRWision. Dazu gehört auch „Do biste platt“, das einzige niederdeutsche Wochenmagazin in NRW, das am 6. Mai 2002 mit dem Briloner Heimatbund (jetzt Briloner Heimatbund Semper Idem) auf Sendung ging.

### Öffentliche Einrichtungen
Brilon ist Sitz des für die Städte Brilon und Olsberg zuständigen Amtsgerichts Brilon. Die Kreisverwaltung des Hochsauerlandkreises unterhält im Kreishaus eine Briloner Dienststelle. Das Finanzamt Brilon ist für die Städte Brilon, Hallenberg, Marsberg, Medebach, Olsberg und Winterberg zuständig. Als Einrichtung des Gesundheitswesens steht das Krankenhaus Maria Hilf zur Verfügung.

### Bildung

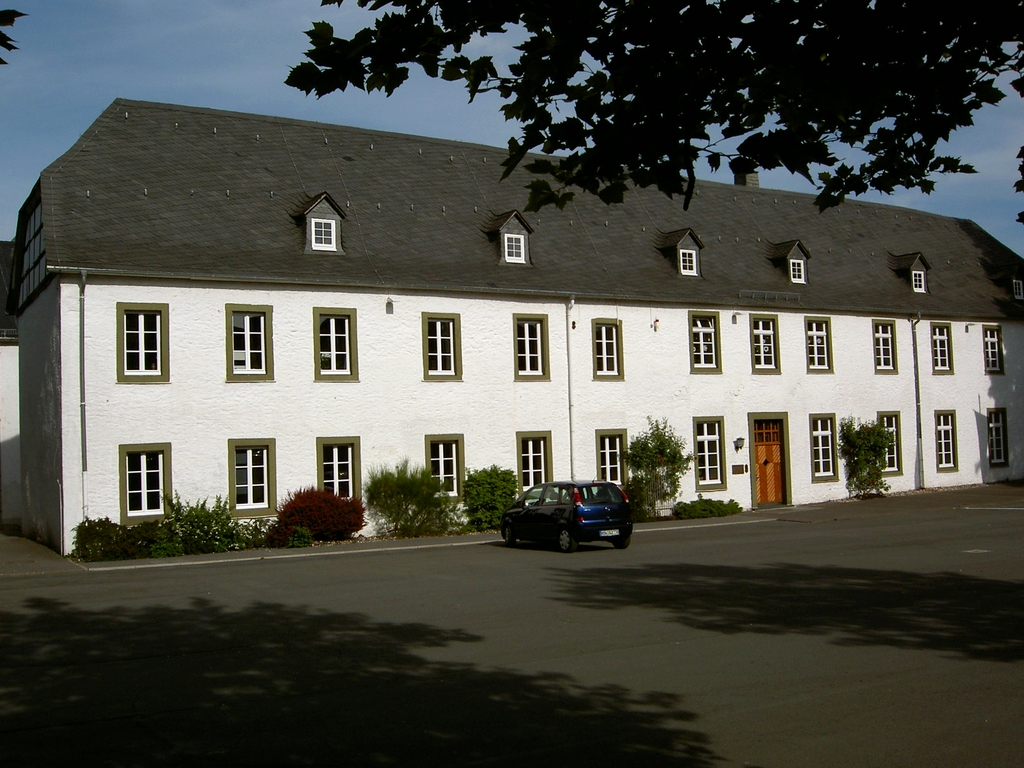
Heinrich-Lübke-Schule (bis 1975 Gymnasium Petrinum)

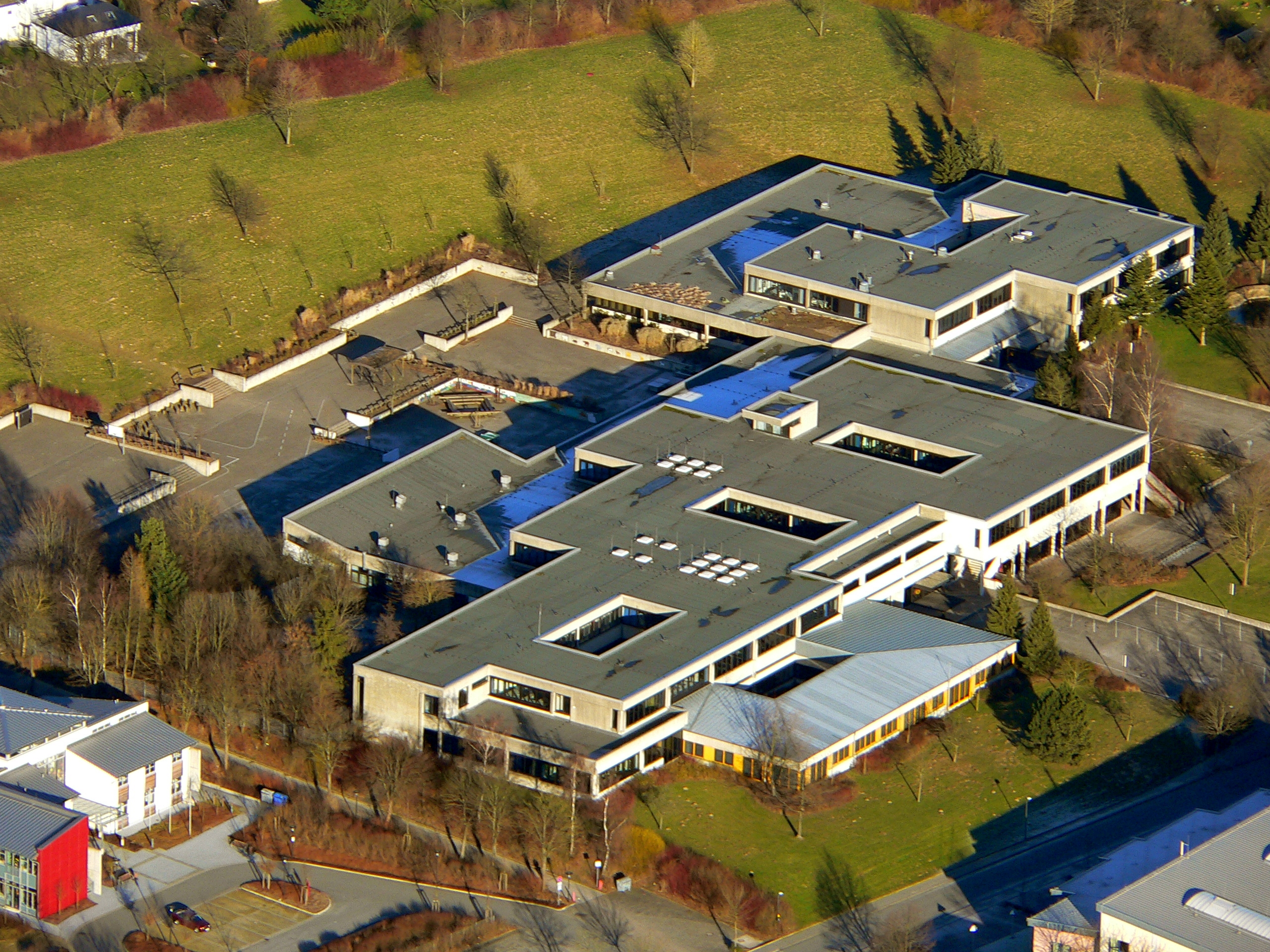
Gymnasium Petrinum, 2007

Für die vorschulische Kinderbetreuung gibt es in Brilon 18 Kindergärten, einen heilpädagogischen Kindergarten sowie ein Mehrgenerationenhaus mit Kinderbetreuung in Form von Spielgruppen. Von diesen befinden sich acht in städtischer, fünf in katholischer und sieben in freier Trägerschaft. In der Kernstadt liegen neun Einrichtungen, die anderen Kindergärten befinden sich in den Ortschaften Alme, Altenbüren, Bontkirchen, Brilon-Wald, Gudenhagen, Hoppecke, Madfeld, Messinghausen, Rösenbeck, Scharfenberg und Thülen.
Die Stadt Brilon ist Träger von sechs Grundschulen, davon seit 2007 zwei Verbundschulen mit jeweils drei früher selbstständigen Standorten. Die Verbundschule Alme–Thülen–Madfeld, die Katholische Grundschule St. Michael (Altenbüren), die Katholische Grundschule St. Bernhardus (Scharfenberg), die Katholische Grundschule St. Engelbert und die Katholische Grundschule Ratmerstein sind öffentliche Bekenntnisschulen, die Verbundschule Gudenhagen–Martin Luther–Hoppecke ist eine Gemeinschaftsschule.
An weiterführenden Schulen befinden sich die Sekundarschule Heinrich-Lübke-Schule sowie das Gymnasium Petrinum in städtischer Trägerschaft. Die Marienschule Brilon ist eine Realschule in Trägerschaft des Erzbistums Paderborn. Ferner gibt es noch das Berufskolleg für Wirtschaft und Verwaltung des Hochsauerlandkreises. Darüber hinaus unterhält die Fernuniversität in Hagen ein Studienzentrum in Brilon.
Fünf Förderschulen, darunter eine private Förderschule für Erziehungshilfe und Lernbehinderte mit angeschlossenem Internat, runden das Bildungsangebot ab.
Die Volkshochschule Brilon-Marsberg bietet ein breites Angebot im Bereich der Erwachsenenbildung. Die Stadtbibliothek Brilon besteht seit 1979.

## Persönlichkeiten

### Ehrenbürger

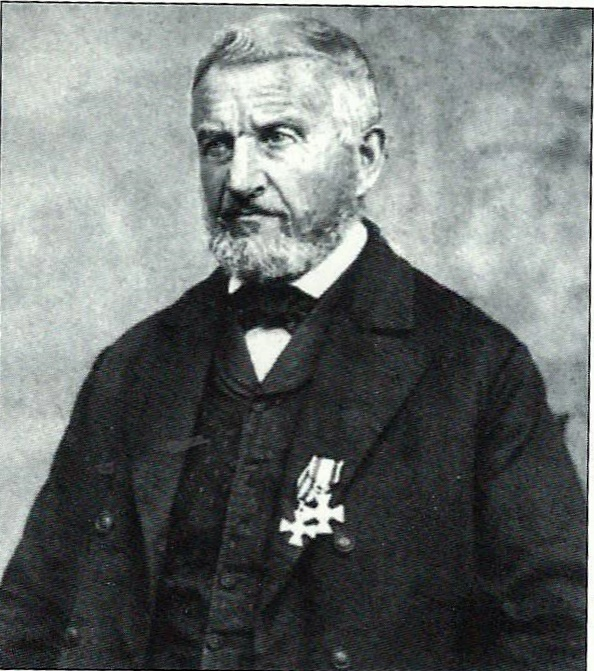
Bezirksfeldwebel Wilhelm Appelkamp

- 28. April 1855: Franz Schunck, Kreisphysikus
- 28. April 1855: Christoph Becker (* 22. Juli 1816 in Brilon; † 16. September 1873 in Brilon), Studienprofessor und Historiker, sein Grabstein ist auf dem alten Friedhof in Brilon erhalten.
- 1860: Johann Suibert Seibertz (* 27. November 1788 in Brilon; † 17. November 1871 in Arnsberg), Jurist und Historiker
- 1865: Konrad Martin (* 18. Mai 1812 in Geismar; † 16. Juli 1879 in St. Guibert), Bischof von Paderborn
- Um 1866: Nikolaus Hesse (* 24. September 1794 in Lichtenau; † 30. Dezember 1868 in Brilon), Bürgermeister von 1841 bis 1865 (in diese Zeit fällt eine starke Entwicklung der Stadt, mit Ausbau der Straßen, Bau eines Kranken- und eines Waisenhauses sowie die Einrichtung eines vollwertigen Gymnasiums). Als Mitglied der preußischen Nationalversammlung von 1848 in Berlin wirkte er auch überregional.
- 1882: Theodor Caspari, Landdechant und Propst zu Niedermarsberg. Die Ehrenbürgerwürde wurde am 8. Mai 1882 anlässlich seines 50-jährigen Priesterjubiläums verliehen
- 1887: Heinrich Eduard von Pape (* 13. September 1816 in Brilon; † 10. September 1888 in Berlin), Mitarbeiter am Bürgerlichen Gesetzbuch
- 1900: Hans Carl Federath (* 27. Oktober 1848 in Culm, heute Chełmno; † 11. April 1914 in Chiemsee), Landrat des Kreises Brilon
- 1903: Richard Lohmann, Jurist
- 1952: Franz Meyer, Propst in Brilon
- 1976: Anton Dünnebacke (* 24. Juli 1906 in Wenholthausen; † 16. Juni 1986 in Brilon), Propst in Brilon
- Peter Wilhelm Appelkamp (* in Halte in Ostfriesland; † 5. Februar 1876), Veteran des Freiheitskrieges 1813–1815, er lebte später als Bezirksfeldwebel in Brilon (Berufssoldat im nicht aktiven Truppendienst, für Verwaltungsaufgaben der Landwehr zuständig)[78]

Über folgende Ehrenbürger der Stadt Brilon sind keine weiteren Informationen bekannt:
- Franz Wocker, Rektor, vermutlich des Gymnasiums
- Josef Weber, Studienprofessor, Gymnasiallehrer von 1858 bis 1862
- Josef Schöttler, Studienprofessor
- Karl Moshagen, Kreissekretär
- Ludwig Lefarth, war vermutlich Stadtarzt in Brilon
- ? Funke, vermutlich Studienprofessor

### Söhne und Töchter der Stadt

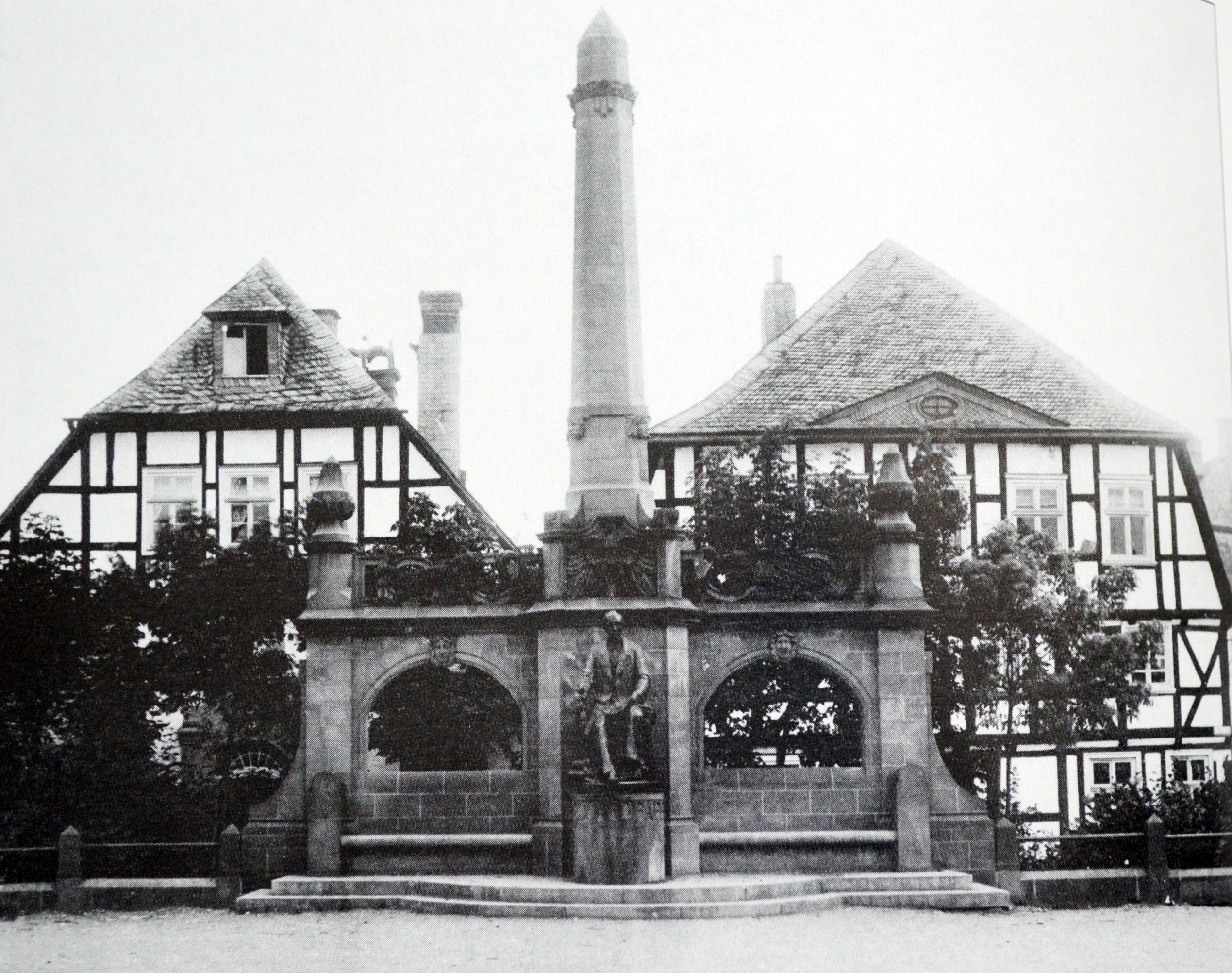
Ehemaliges Papedenkmal (1899)

- Siegfried von Brilon (vor 1334 – nach 1353); Ritter
- Melchior Cornäus (1598–1665); Jesuit, Dogmatiker, Kontroversist
- Ludolf Heinrich Hake (1677–nach 1720); Professor der Rechtswissenschaft der Düsseldorfer Rechtsakademie
- Johann Heinrich Kannegießer (1677–1748); Montanunternehmer, Berg-, Bürgermeister
- Johann Melchior Wichartz (1694–1776); Gewerke, Bürgermeister
- Everhard Jodokus Kannegießer (1708–1763); Gewerke, Bürgermeister
- Johann Georg Weishaupt (1716–1753); Professor der Rechte an der Universität Ingolstadt
- Swibert Burkhard Schiverek (1742–1806); Botaniker
- Anton Ludwig Ulrich (1751–1834); Unternehmer
- Johann Heinrich Unkraut (1758–1815); Gewerke, Bürgermeister
- Friedrich Kasimir Kitz (1764–1834); Arzt, Autor
- Peter Ulrich (1770–1858); Gewerke und Gutsbesitzer
- Johann Suibert Seibertz (1788–1871); Jurist, Historiker
- Caspar Ignaz Ulrich (1788–1863); Jurist, Publizist, Politiker
- Theodor Ulrich (1790–1871); Unternehmer der frühindustriellen Eisenindustrie und des Bergbaus im Sauerland
- Justin von Linde (1797–1870); Jurist, Politiker
- Engelbert Seibertz (1813–1905); Bildnis-, Historienmaler
- Heinrich Eduard von Pape (1816–1888); Jurist
- Alexander Friedländer (1819–1858); Hochschullehrer, Aktivist der Deutschen Revolution 1848/1849
- Moritz Friedländer (1822–1911); Verleger
- Salomon Friedländer (1824–1860); Vertreter des deutschen Reformjudentums
- Franz Heinrich Reusch (1825–1900); katholischer Theologe, altkatholischer Kirchenhistoriker
- Friedrich Griepenkerl (1826–1900); Agrarwissenschaftler
- Hugo Reusch (1833–1902); Direktor der Nassauischen Landesbank und Mitglied des Preußischen Abgeordnetenhauses
- Philipp Woker (1848–1924); Schweizer Theologe und Historiker
- Wilhelm Schwarze (1851–1937); Jurist, Zentrumspolitiker
- Engelbert Seibertz (1856–1929); Architekt
- Bernhard Bartmann (1860–1938); katholischer Dogmatiker
- Josef Henne (1862–1935); Fotograf
- Anton Schlüter (1867–1949); Traktorenfabrikant
- Clemens Becker (1869–1961); Politiker, Vorsitzender des lippischen Landespräsidiums
- Bernhard Geyer (1880–1974); römisch-katholischer Priester, Theologe und Hochschullehrer, geboren in Alme
- Franz Rinsche (1885–1948); Schriftsteller
- Adolf Herte (1887–1970); katholischer Theologe
- Wilhelm Deimann (1889–1969); Philologe
- Werner Vogel (1889–1957); Maler
- Ferdinand Huneke (1891–1966); Mediziner
- Josef Schilling (1892–1957), Bauhandwerker, Gewerkschafter, Arbeitsamt-Direktor
- Bertha Heimberg (1894–1966); Freiwirtschaftlerin
- Franz Kornemann (1896–1969); Kunstmaler
- Siegfried Heimberg (1898–1965); Vorsitzender der jüdischen Kultusgemeinde von Westfalen-Lippe
- Anton Dichtel (1901–1978); Zentrums-/CDU-Politiker
- Paul Kleinschnittger (1909–1989); Automobilkonstrukteur und -produzent
- Fritz Dorls (1910–1995); Gründer der rechtsextremistischen Sozialistischen Reichspartei
- Ruth Landmann, geborene Kerckhoff (1912–2008); Keramikerin
- Franz Hillebrand (1918–1984); christdemokratischer Landtagsabgeordneter
- Julius Drescher (1920–2015); sozialdemokratischer Landtagsabgeordneter und zweimaliger Bürgermeister von Brilon
- Rudolf Kraft (1923–1993); Landrat
- Franz Hülshoff (1930–2012); Bürgermeister, zum Ehrenbürgermeister ernannt[79]
- Ulrich Grun (1937–2017); (Kunst-)Historiker, Pädagoge und Heimatforscher
- Elisabeth Zöller (* 1945); Schriftstellerin
- Christoph Busch (* 1946); Hörspiel- und Drehbuchautor und Fotograf
- Volker W. Weidner (* 1947); Bürgermeister von Unna (1999–2004)
- Edgar Selge (* 1948); Schauspieler
- Michael Schwibbe (* 1948); Psychologe, Kulturanthropologe
- Martin Runge (1949–2021); Mediziner
- Franz Schrewe (* 1950); Bürgermeister
- Brigitte Herrmann (* 1950); Politikerin (Bündnis 90/Die Grünen)
- Michael Klaus (1952–2008); Schriftsteller
- Norbert Pielsticker (* 1952); Bildhauer
- Reinhard Keil (* 1953); Informatiker
- Friedrich Merz (* 1955); Politiker (CDU), Bundeskanzler der Bundesrepublik Deutschland (seit 2025)
- Ulrich Kühne-Hellmessen (* 1957); Sportjournalist
- Peter Kremer (* 1958); Schauspieler
- Birgit Schrowange (* 1958); Fernsehmoderatorin
- Richard Dronskowski (* 1961); Chemiker, Physiker
- Jens Bunge (* 1963); Jazzmusiker, Pfarrer
- Jörg Layes (* 1966); Schriftsteller
- Michael „Mick“ Knauff (* 1966); Journalist
- Anke Faust (* 1971); Illustratorin und Kinder- und Jugendbuchautorin
- André Krischer (* 1974); Historiker
- Nicole Köster (* 1975); Radiomoderatorin
- Maximilian Löwenstein (* 1980); Schauspieler und Dramaturg
- Ariane Raspe (* 1981); Schauspielerin und Hörbuchsprecherin
- Moki (* 1982); Künstlerin und Aktivistin der Streetart
- Jan Matzoll (* 1985); Politiker (Bündnis 90/Die Grünen)
- Andreas Neagu (* 1985); deutsch-rumänischer Bobfahrer
- Ron Kühler; deutscher Journalist und Radiomoderator
- Cheyenne Rosenthal (* 2000); mehrfache Weltmeisterin im Rennrodeln

### Persönlichkeiten, die im Ort gewirkt haben
- Joseph Abraham Friedländer (* 1753 in Kolín; † 26. November 1852 in Brilon); Rabbiner
- Nikolaus Hesse (* 24. September 1794 in Lichtenau; † 30. Dezember 1868 in Brilon); 24 Jahre Bürgermeister von Brilon; 1848 Mitglied der verfassunggebenden preußischen Nationalversammlung.
- Caspar Maximilian Droste zu Vischering-Padberg (* 7. März 1808 in Münster; † 27. Mai 1887 in Coburg); Landrat des Kreises Brilon und preußischer Abgeordneter.
- Carl Johann Ludwig Dham (* 27. August 1809 in Schmallenberg; † 21. Februar 1871 in Paderborn); Jurist, Politiker
- Heinrich Kampschulte (* 28. März 1823 in Wickede; † 30. April 1878 in Höxter); Zentrumspolitiker
- Josef Paul Sauvigny (* 4. November 1875; † 4. Juli 1967 in Brilon); Bürgermeister
- Heinrich Jansen (* 5. April 1876 in Lüdinghausen; † 16. September 1945 in Warburg); Landrat
- Wilhelm Stracke (* 13. Mai 1880 in Soest; † 21. August 1951 in Brilon); Landrat
- Josef Rüther (* 22. März 1881 in Assinghausen; † 16. November 1972 in Brilon); Heimatforscher, politisch engagierter Publizist
- Walter Hemming (* 11. Juni 1894 in Düsseldorf; † 27. Dezember 1979 in Brilon); Maler
- Gerhard Brökel (* 22. Januar 1931; † 21. Februar 2014); Heimatforscher, Sachbuchautor, Rektor
- Pitt Moog (* 1932 in Kempfenbrunn; † 2017); Maler und Professor im Lehrgebiet Gestaltungslehre.
- Norbert Klaus Fuchs (* 1941 in Hildburghausen); Autor, Herausgeber und Verleger
- Franz-Josef Leikop (* 22. Juni 1942 in Paderborn); Landrat
- Karl-Heinz Wiesemann (* 1. August 1960 in Herford); Bischof von Speyer
- Patrick Sensburg (* 25. Juni 1971 in Paderborn); Politiker der CDU und Jurist
- Jen Majura (* 16. Juni 1983 in Stuttgart); Gitarristin
- Dirk Wiese (* 11. Juli 1983 in Paderborn); Politiker (SPD)

## Sonstiges
- In Brilon beginnt der 2001 geschaffene Wanderweg Rothaarsteig.
- Bis etwa 1990 existierte in der Nähe Madfelds ein DECCA-Sender. Das Gelände wurde am 31. Dezember 1992 freigegeben.
- Die Symbolfigur der Stadt Brilon ist seit 2004 die jährlich neu gewählte Briloner Waldfee.
- Das inoffizielle Wappentier der Stadt ist der Esel Huberta, der auf jeder Schnade mitgeführt wird. Ihm ist in der Königstraße ein Denkmal gesetzt. Davon abgeleitet ist auch der Narrenruf der Stadt „Brilonia i-ah!“[80]
- Von großer gesellschaftlicher Bedeutung ist die St. Hubertus Schützenbruderschaft 1417 Brilon. Sie ist einer der ältesten Schützenvereine im Sauerland.